# Álposzméhek
Az álposzméhek (Psithyrus), a rovarok (Insecta) osztályának, a hártyásszárnyúak (Hymenoptera) rendjébe, ezen belül a fullánkosdarázs-alkatúak (Apocrita) alrendjébe, a méhfélék (Apidae) családjának, Bombus nemébe tartozó alnem.
Korábban külön genuszba (Psithyrus) sorolták, mára azonban már tudjuk, hogy ezek a szociálparazita (kolóniaélősködő) fajok nem önálló leszármazási csoportot képviselnek, hanem közelebbi rokonai a gazdafajnak, mint egymásnak.
Egyéb elnevezései: kakukkposzméh, áldongó.

## Megjelenése
A legnagyobb termetű méhek közé tartoznak. Testüket színes sávokkal díszített, vastag, tömör szőrbunda fedi. Megjelenésük, színezetük gyakran erősen hasonló gazdafajukhoz, a poszméhekéhez.
Már hűvösebb időben is aktívak tudnak lenni, mert a repülőizmok összehúzásával, akár 30 °C-ra is képesek a toruk hőmérsékletét megemelni. 
Vészhelyzet esetén erős, méregmirigyhez kapcsolt fullánkjukkal védekeznek. A fullánk, sérülés vagy kiszakadás nélkül visszahúzható az emlősök bőréből, de nyugodt, béketűrő rovarok, a darazsakhoz, méhekhez képest nagyon ritkán szúrnak.
A gazdafaj poszméhekéhez képest fejük rövidebb, fullánkjuk erősebb, kültakarójuk keményebb, két pár szárnyuk pedig nem áttetsző, hanem füstös árnyalatú.
Bokáikon nem viselnek gajmót, nincsen kosaruk sem, a nőstények lábszára is ugyanolyan, mint a hímeké. A hímek főleg párosodó szerveik hártyás alkatában különböznek a Bombus-hímektől, amelyeken ezek a szervek mindig erősen kitinesek.

## Életmódja
Hegyi réteken, erdő széleken, gyepen lévő virágok nektárját fogyasztják, de virágport nem gyűjtenek, nem is képesek rá, mert nincs erre kialakult szervük.
Euszociális (valódi társas) életmódot nem élnek, tehát dolgozó családot sem nevelnek.

## Pollinációs jelentősége
A megporzásban (pollináció), világszerte a legnagyobb jelentősége a rovaroknak, ezen belül is a méhféléknek van.
A poszméhek, beporzásban betöltött fontos szerepe sokáig nem volt közismert, pedig vitathatatlan fontos gazdasági értéke, hatékonysága, ami sok esetben felülmúlja a többi rovarét, köztük a méhekét is.
A háziméh aktivitása erősen függ az időjárástól.  A poszméhek még fagypont körül, szemerkélő esőben is aktívak, korábban kezdik a virágok látogatását, és az adott idő alatt meglátogatott virágok számát tekintve gyorsabbak is. Nyelvük hosszabb, ezért a csöves és tölcséres virágokat is be tudják porozni.
Nagyobb testméreteiknek köszönhetően, sokkal nagyobb részük érintkezik a virágok szaporítószerveivel, ami például az almafa virágpor szállításában, beporzásában kiemelt jelentőségű. 
A burgonya és paradicsom esetében a szárnymozgató izmok 400 Hz frekvenciájú rezgése segíti a pollentokokból a virágpor kihullását. 
A kultúrnövények beporzása mellett, mivel a poszméhek nagy területeken keresnek virágport, kiemelt jelentőségük van az egymástól távol lévő növények keresztbeporzásában is.

## Károkozása
A poszméhcsaládok legveszedelmesebb betolakodói.
Gazdaspecifikusak, azaz egy adott álposzméhfaj egy (esetleg néhány) adott poszméhfajhoz kötődik (pl. a földi álposzméh (Bombus vestalis) a földi poszméh ((Bombus terrestris)) kolóniaélősködője).

## Szaporodása
Az áttelelt, fiatal álposzméh nőstények tavasszal virágokon táplálkoznak, majd megerősödve, nyár elején keresnek egy poszméh fészket. A fészek bejáratát védő agresszív katonákat még a más fészekbe tartozó poszméheknek is tanácsos elkerülni, mert a fészekazonosító illatanyag nélkül könnyen végzetessé válhat a velük való találkozás. De az álposzméhet a kibocsátott feromonoknak (viselkedés módosító kémiai anyag) köszönhetően beengedik a fészekbe. Az illatanyag a dolgozókat is megzavarja, akik nem tudják, hogy ki az igazi királynőjük. Általában nem igazán ütközik ellenállásba, de az esetlegesen mégis ellene fordulókat, erősebb fullánkjával megöli, őt pedig hatékonyan védi a vastagabb kitinpáncélja. 
A poszméhkirálynőt is megbénítja, vagy megöli és átveszi a hatalmat a fészekben. Ezután a fészek lakói az álposzméhkirálynőt etetik, védelmezik, annak petéit, lárváit gondozzák. Az új királynő nem nevel dolgozókat, utódai ivaros egyedek lesznek. Mire – utánpótlás híján – a hideg beálltával az utolsó dolgozók is elpusztulnak, az utódok kifejlődtek, kirepülés után párosodtak, majd a fiatal, megtermékenyített nőstények telelőhelyet keresnek és kora nyáron újabb poszméh családot keresnek fel a továbbszaporodásra.

## Álposzméhfajok
- Bombus ashtoni

Testhossz: nőstény 17–18 mm, hím 12–16 mm.
- Bombus barbutellus

Testhossz: nőstény 18–20 mm, hím 15–16 mm.
Valószínűleg a Bombus ruderatus fészekbitorlója.

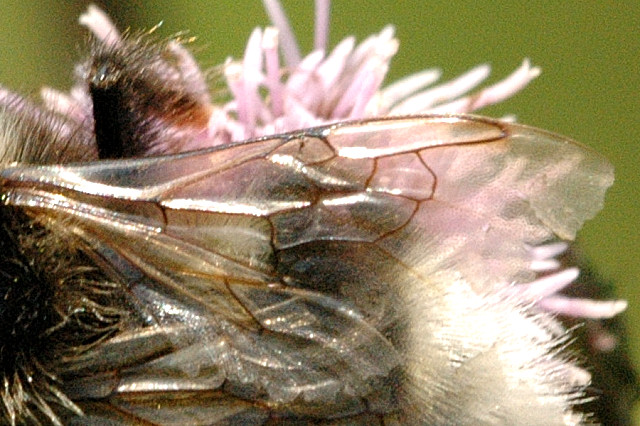
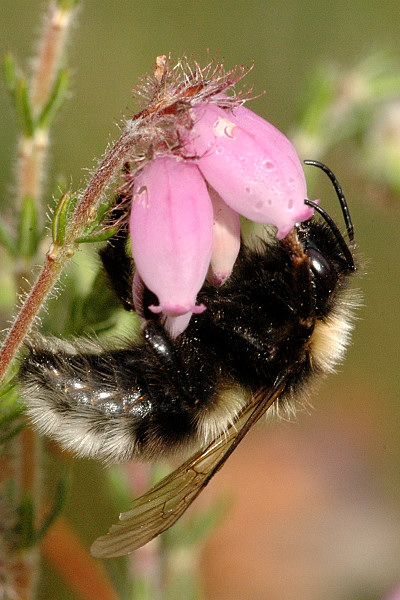
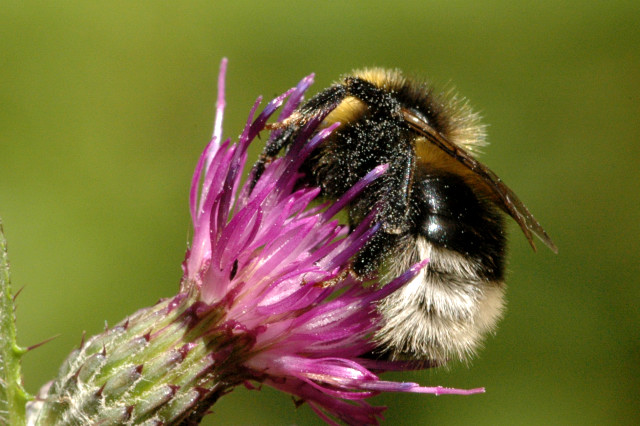

- Bombus bellardii

Testhossz: nőstény 14–16 mm, hím 15 mm.
- Bombus bohemicus

Testhossz: nőstény 17–25 mm, hím 14–18 mm. Szárnyfesztávolság: 36–44 mm/28–34 mm. A törzs rövid, a fej, rövid és kerek.
Több méhfaj , köztük a Bombus terrestris parazitája is.

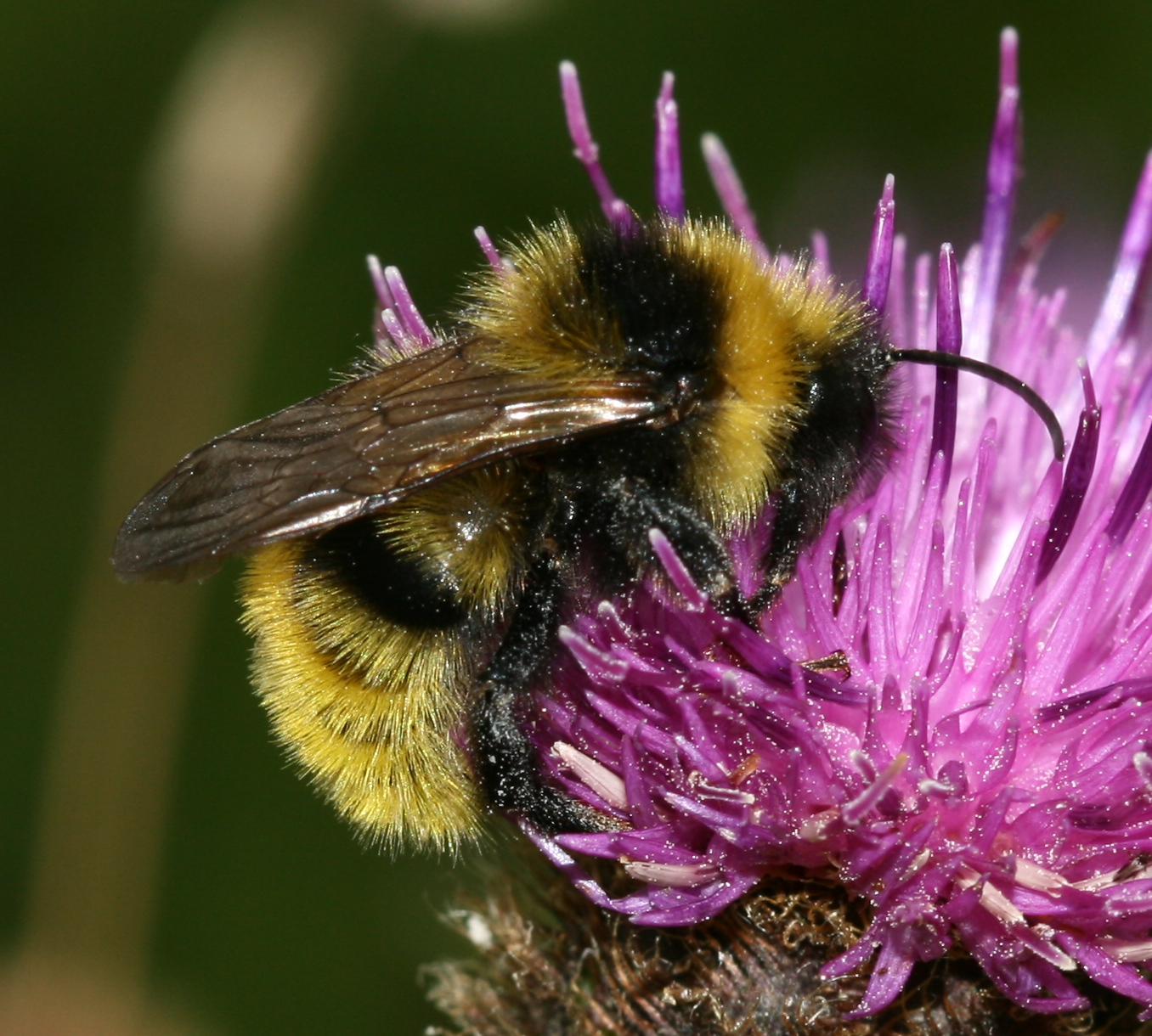
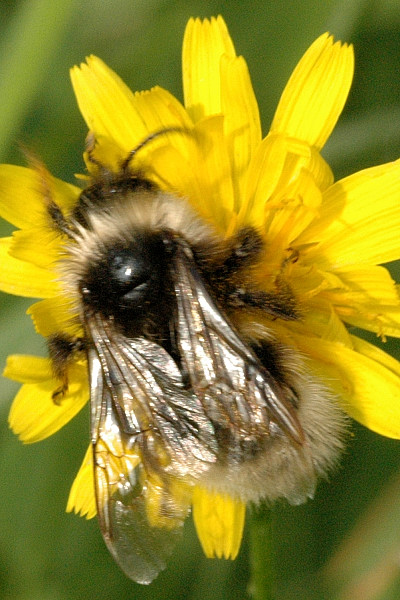
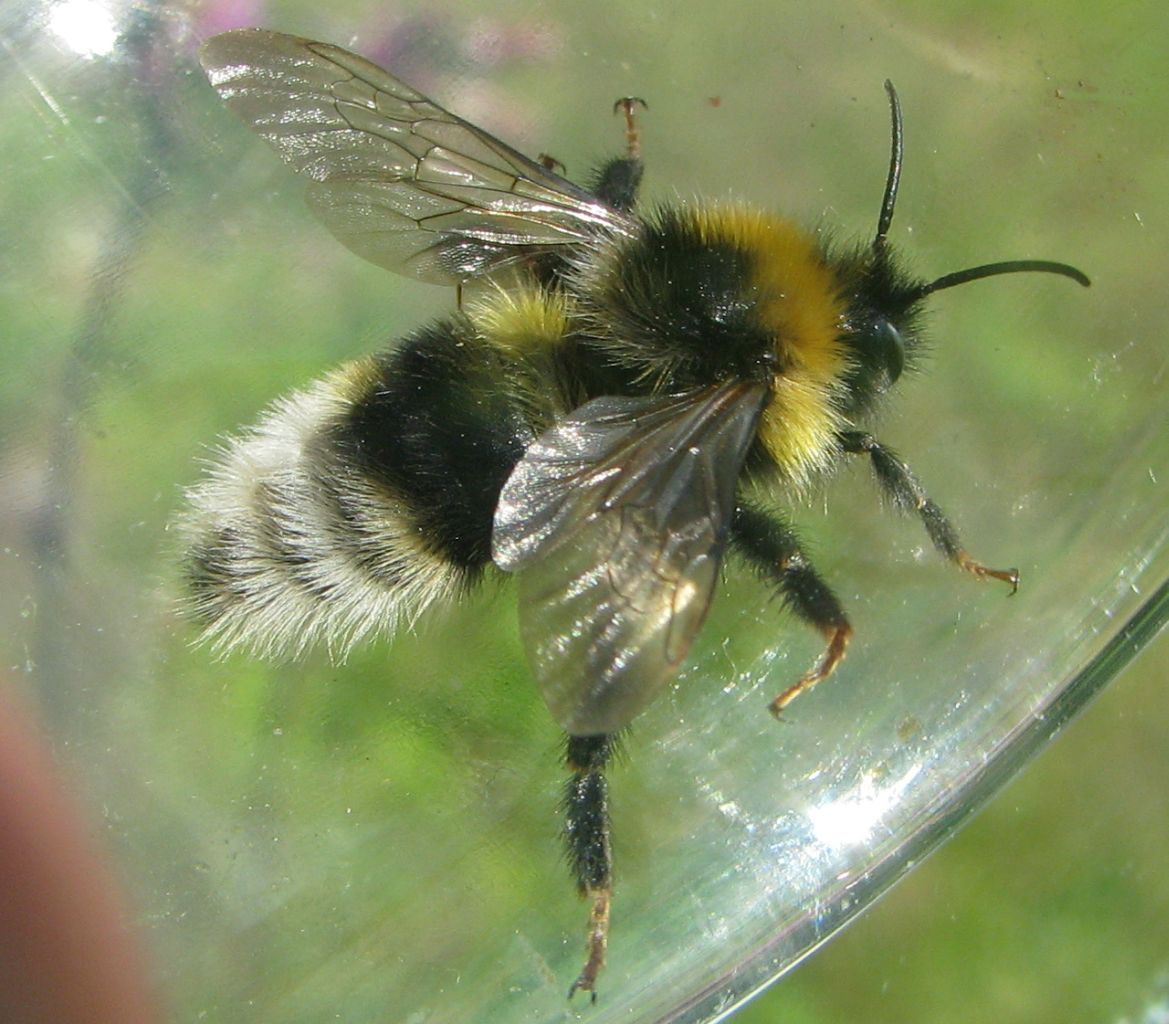
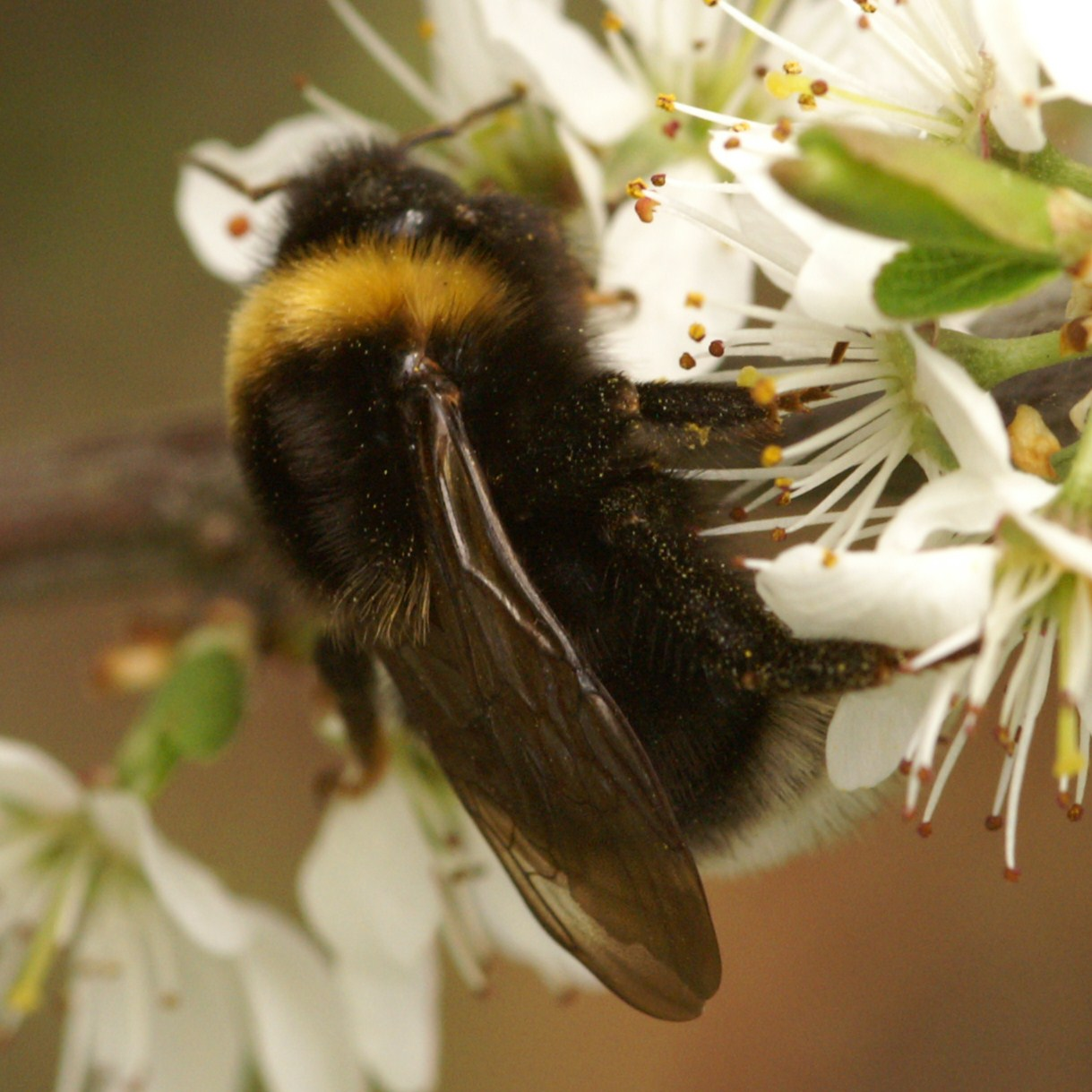
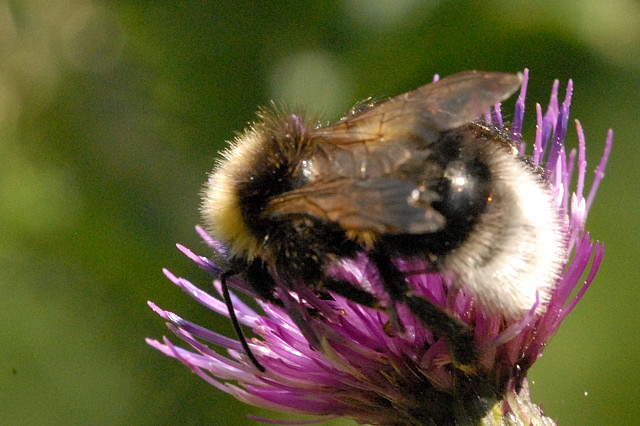

- Bombus branickii

Testhossz: nőstény 18–20 mm, hím 13–16 mm.
- Bombus campestris

Testhossz: nőstény 18–20 mm, hím 10–16 mm.
- Bombus chinensis

Testhossz: nőstény 17–18 mm, hím 13–15 mm.
- Bombus coreanus
- Bombus cornutus

Testhossz: nőstény 14–19 mm, hím 13–14 mm.
- Bombus expolitus

Testhossz: nőstény 17–18 mm, hím 15 mm.
- Bombus ferganicus
- Bombus fernaldae

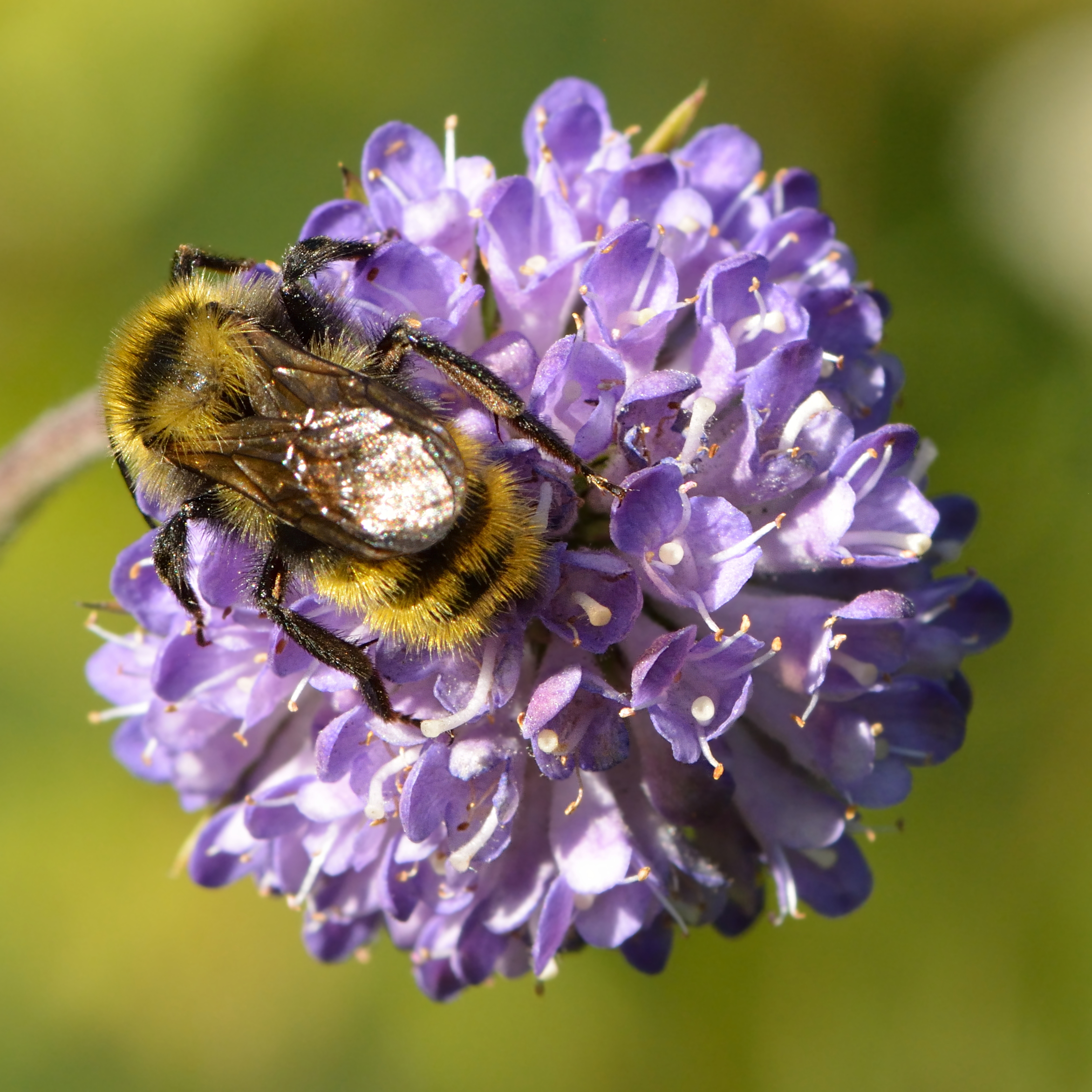
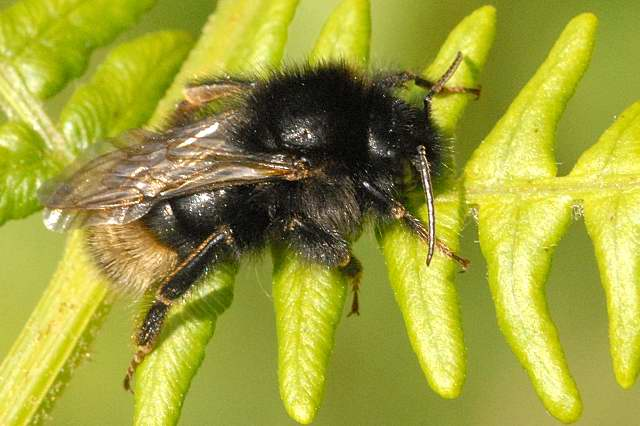
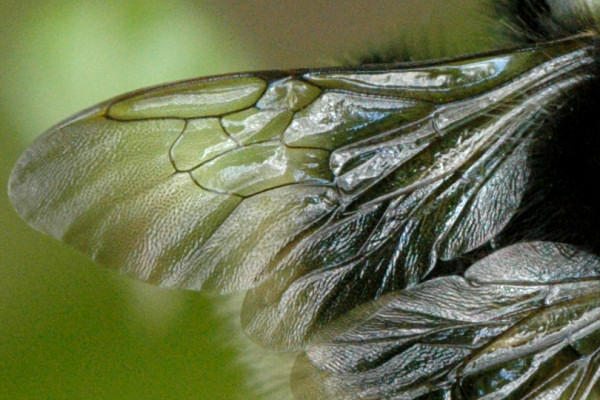
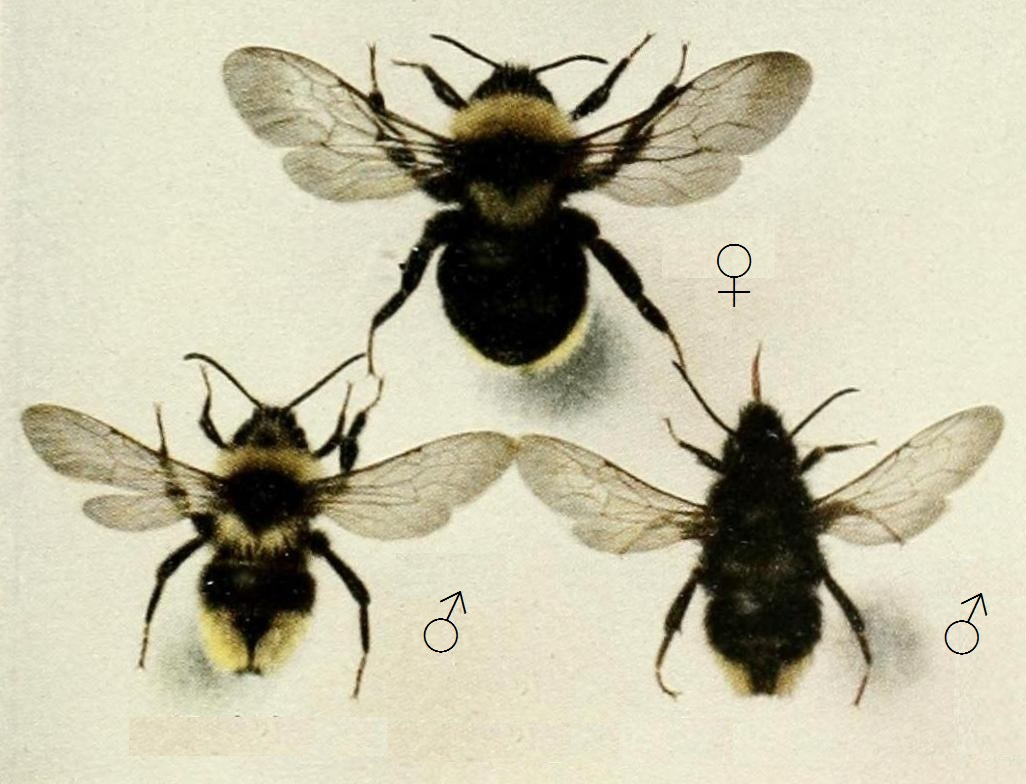

Testhossz: nőstény 14,5–17 mm, hím 13–15 mm.
- Bombus flavidus

Megtalálható Ausztriában, Finnországban, Franciaországban, Németországban, Olaszországban, Lengyelországban, Szlovéniában, Spanyolországban és Svájcban.
- Bombus hyperboreus

Előfordulás: Alaszka, Yukon, Grönland, Európa sarkvidéki része, Ázsia, Észak-Skandinávia és Oroszország
Testhossz: nőstény /királynő 21–24 mm, hím 17–19 mm.
- Bombus insularis

- Bombus maxillosus

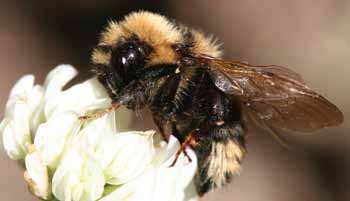
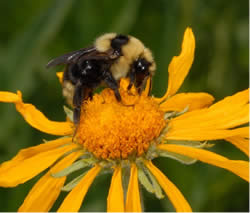

A Bombus argillaceus és a Bombus ruderatus fészkeiben szaporodik.

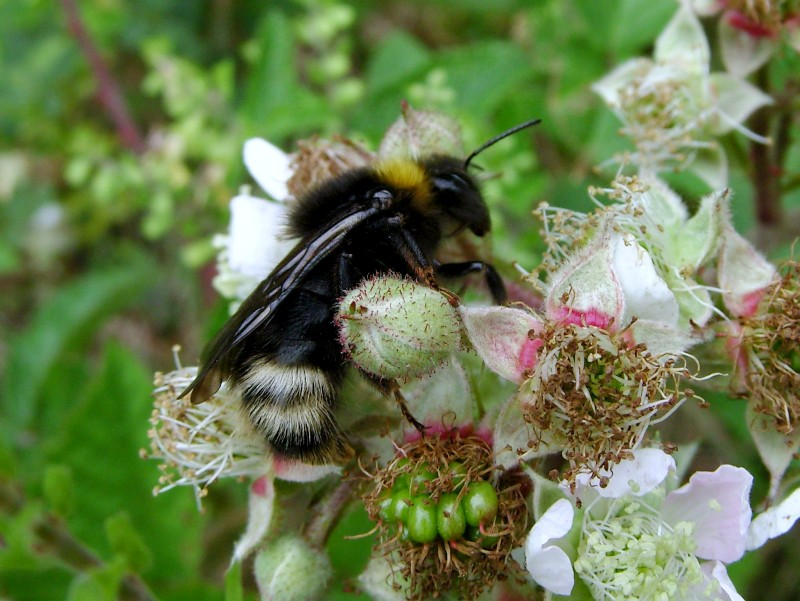

- Bombus monozonus
- Bombus morawitzianus
- Bombus norvegicus

Testhossz: nőstény 18 mm, hím 14–15 mm.
- Bombus novus
- Bombus perezi

Korzika és Elba szigetén őshonos.
- Bombus quadricolor

Testhossz: nőstény 23–25 mm, hím 15–18 mm. Szárnyfesztávolság: 36–44 mm/28–34 mm.
- Bombus rupestris (kövi álposzméh)[20]

Testhossz: nőstény 14–22 mm, hím 14–16 mm.
- Bombus skorikovi

Testhossz: nőstény 16–18 mm, hím 14–15 mm.
- Bombus suckleyi

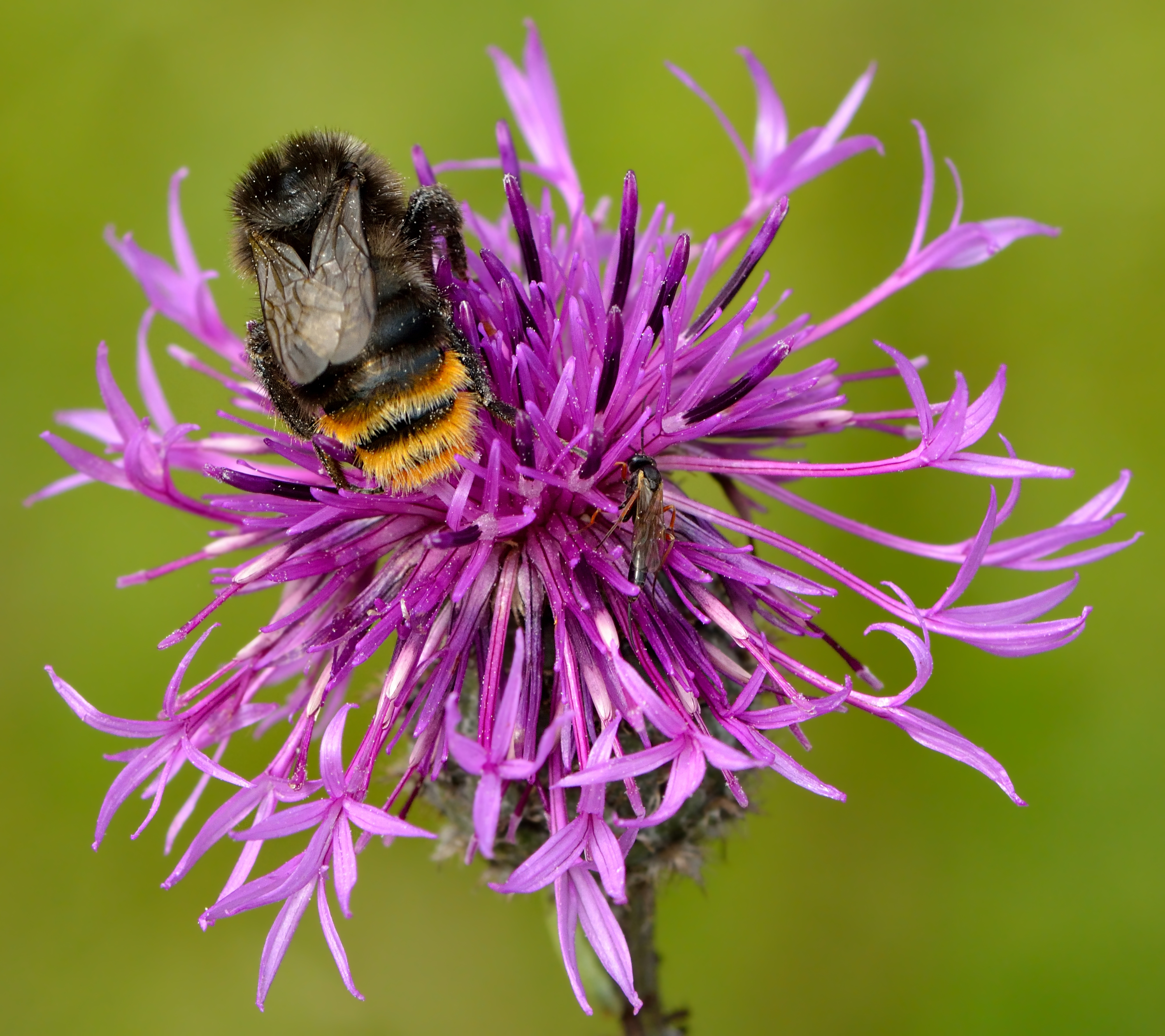
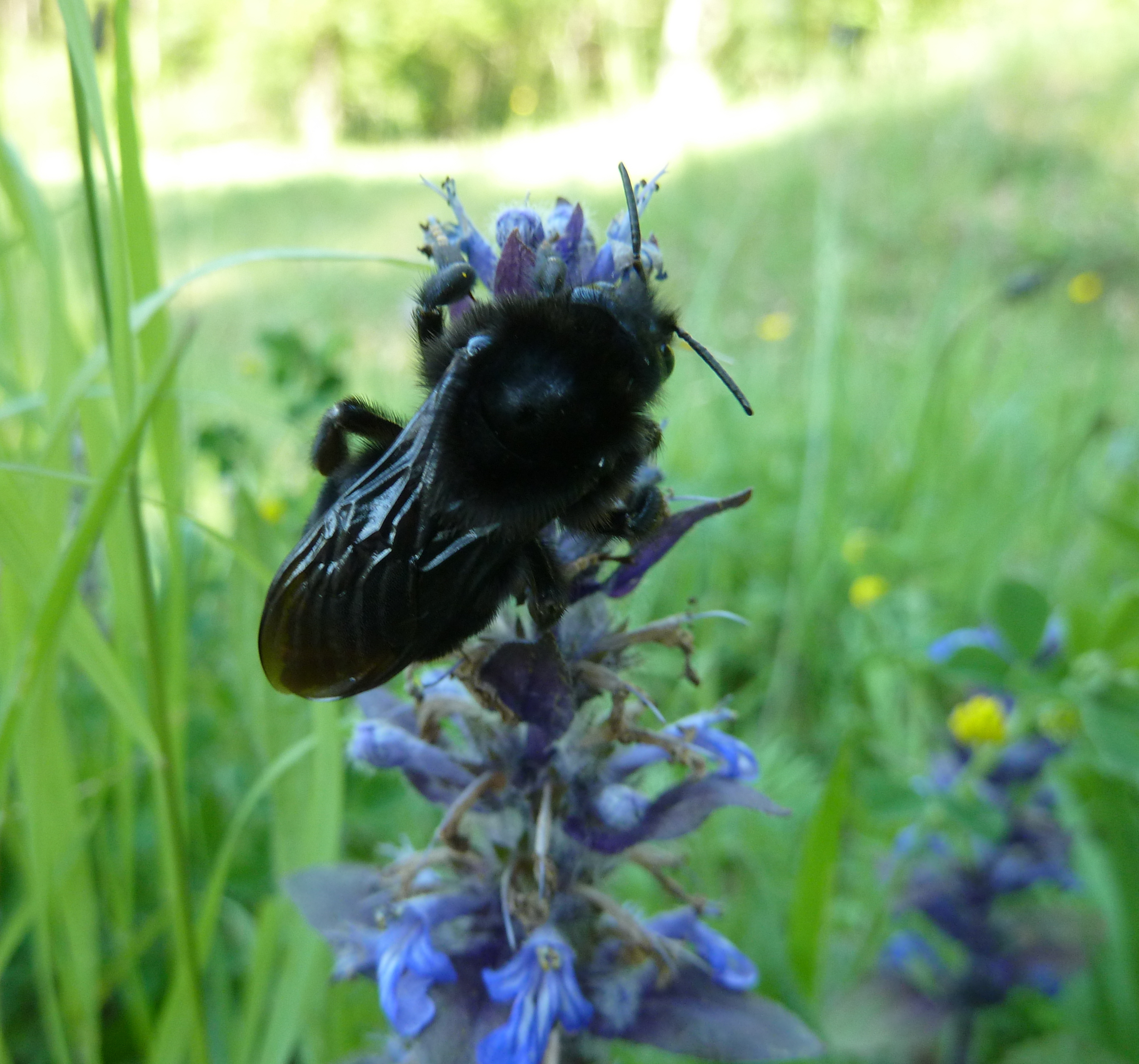
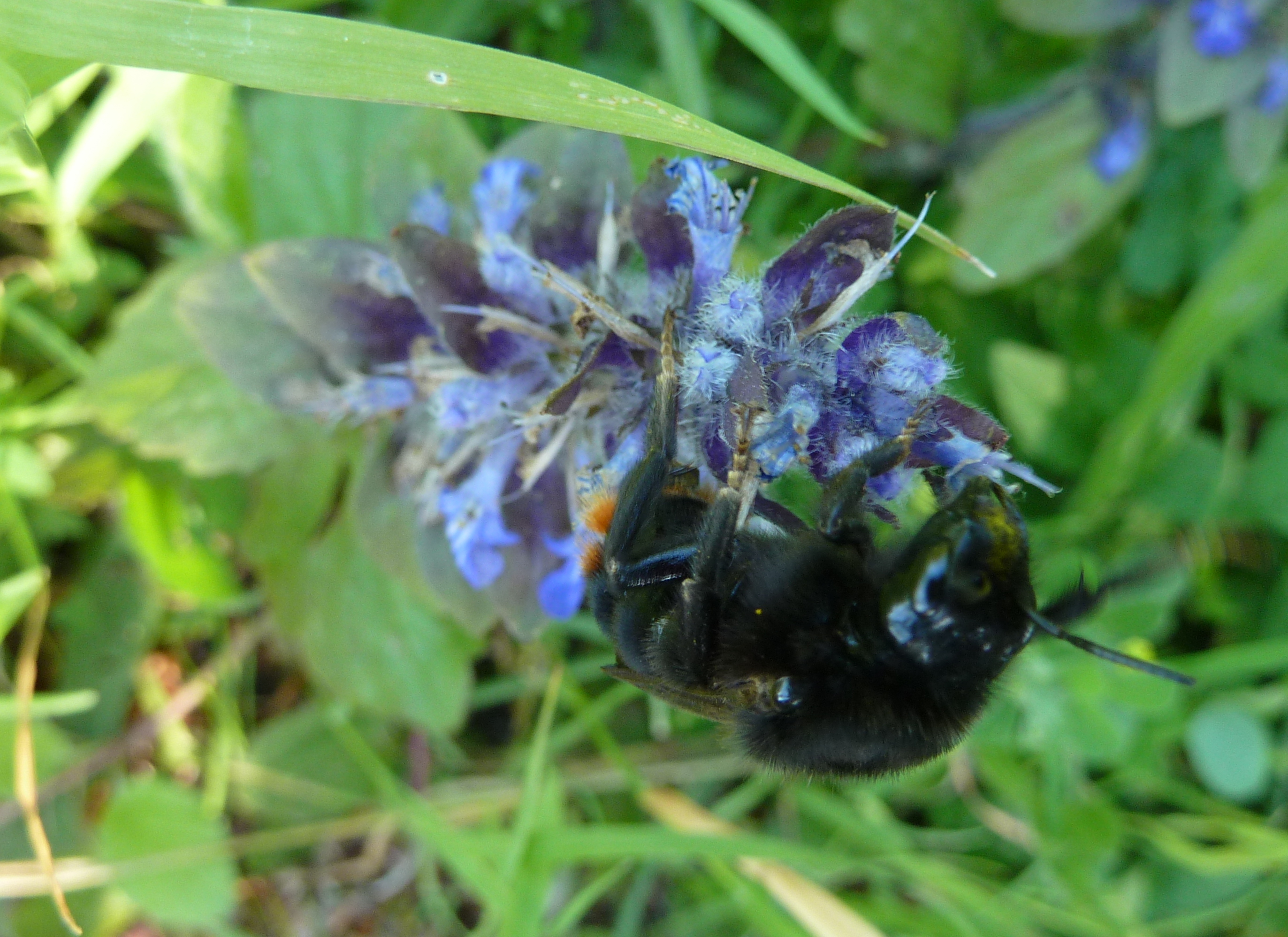
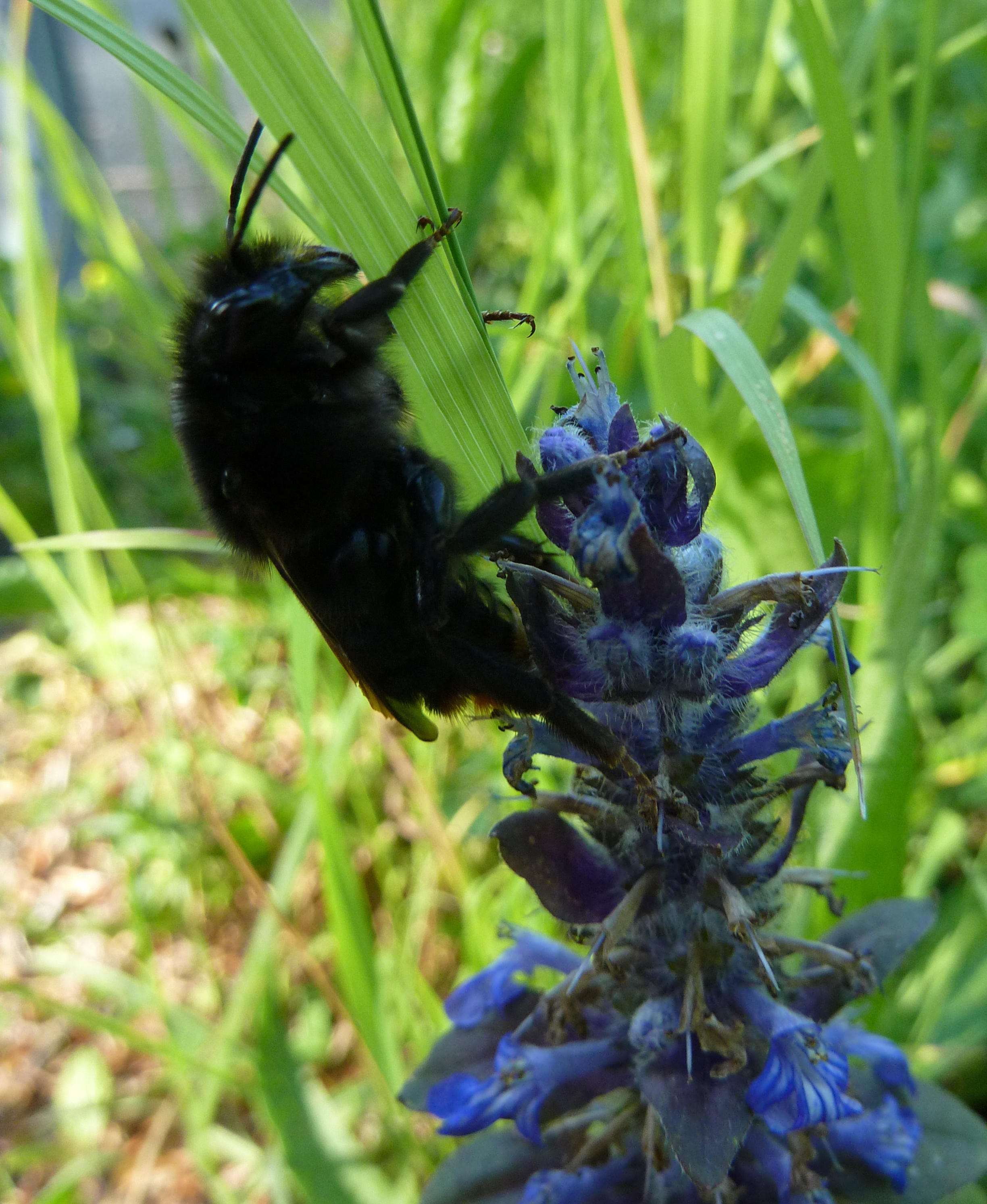
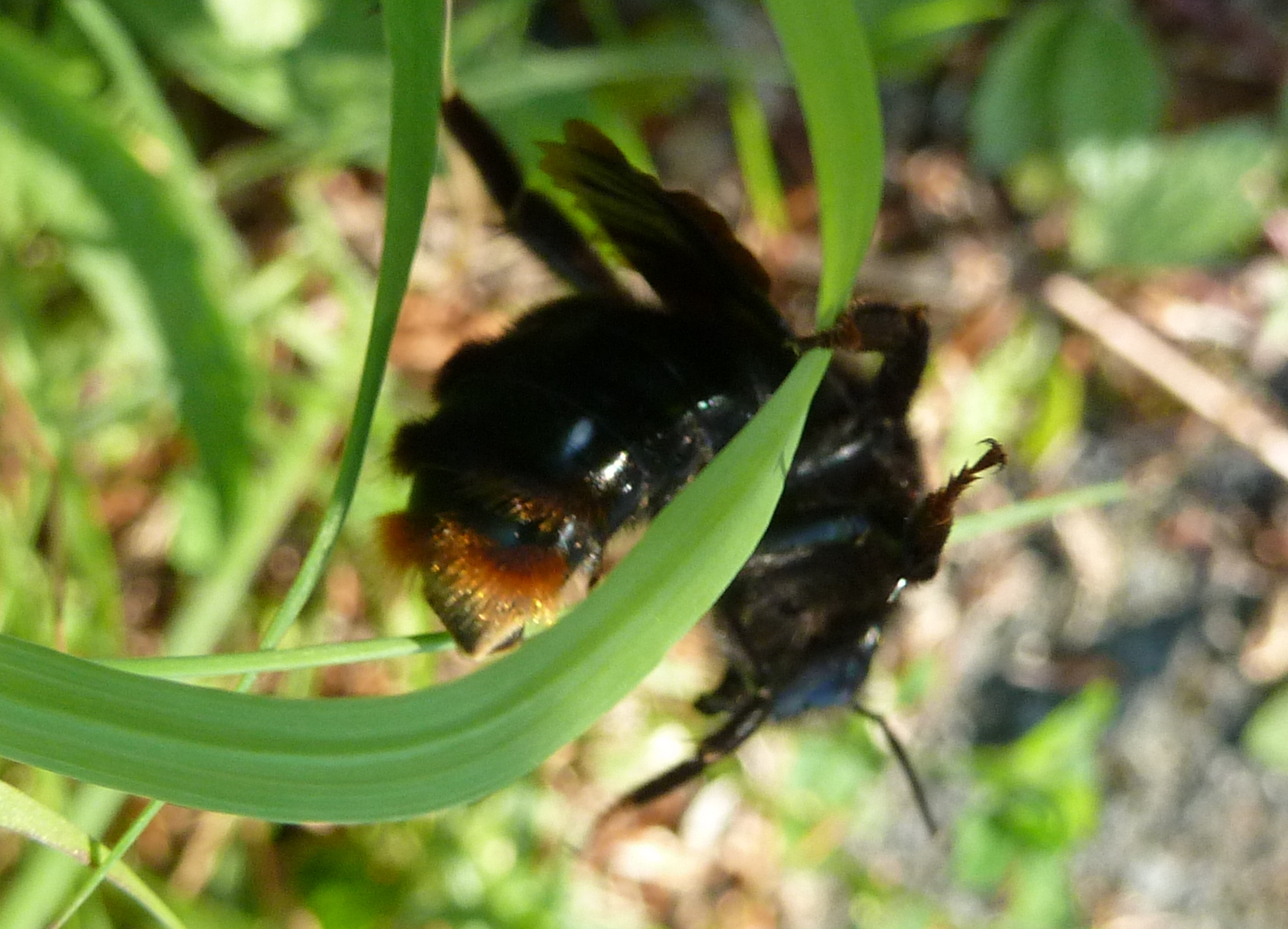
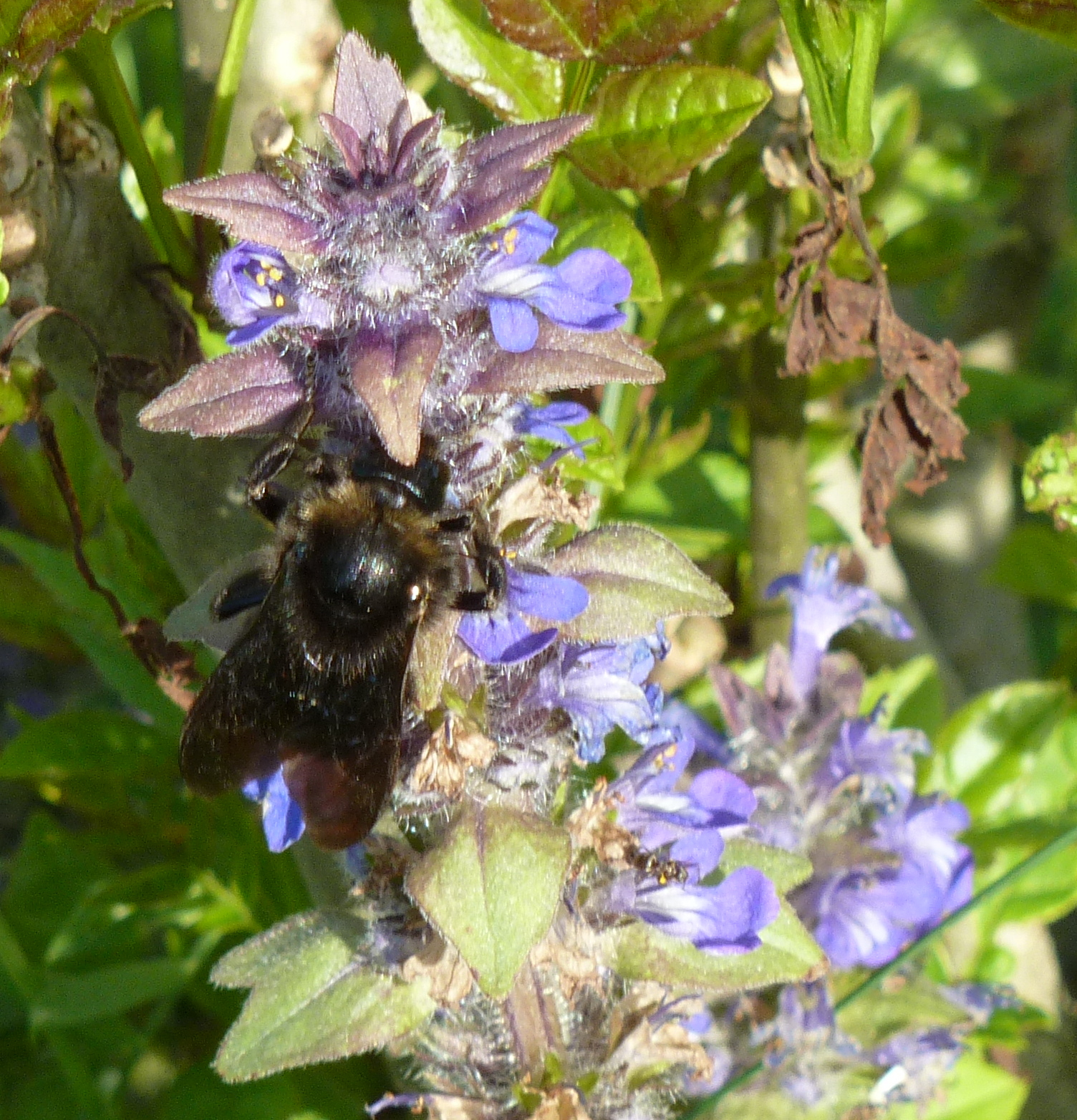
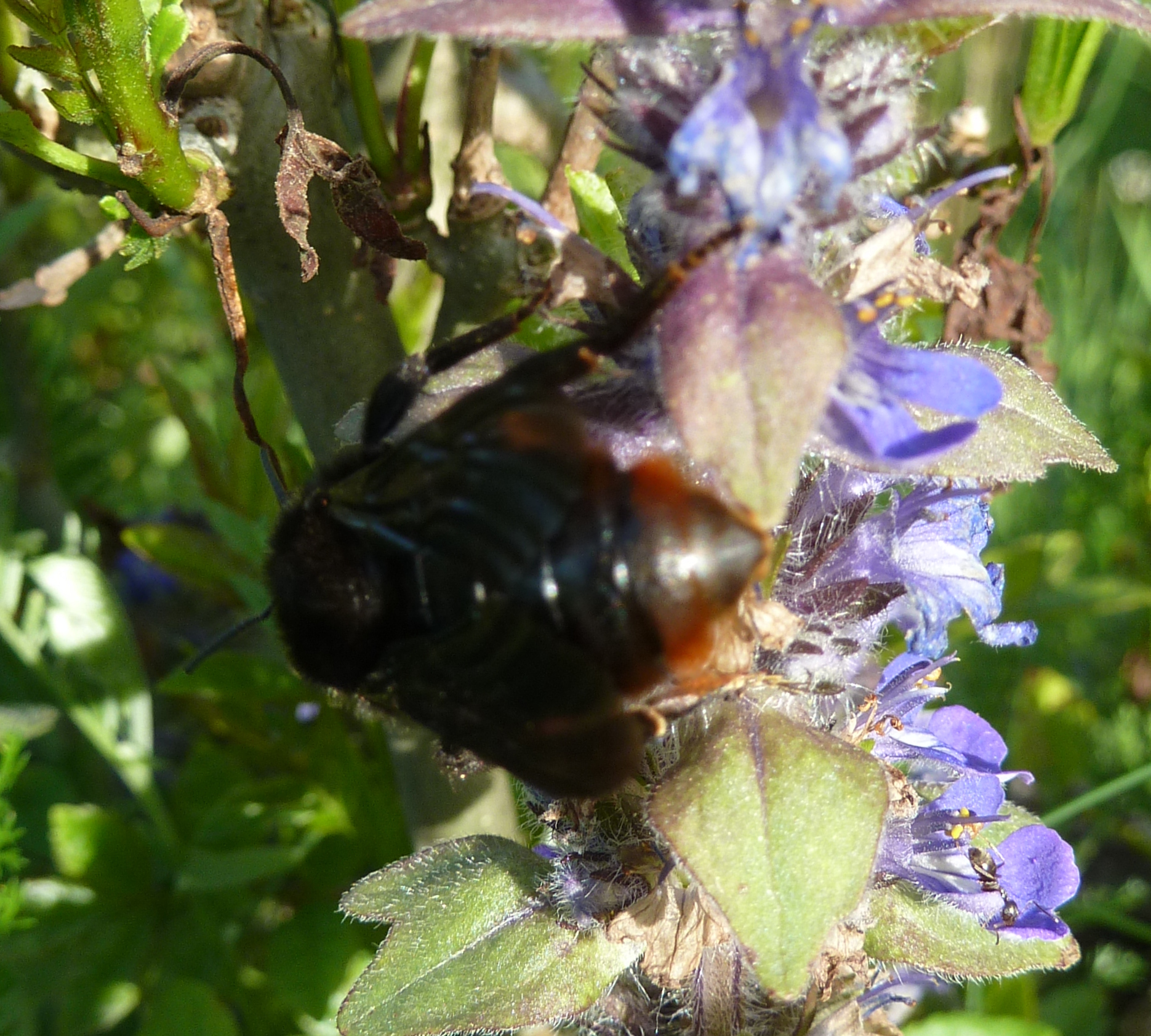
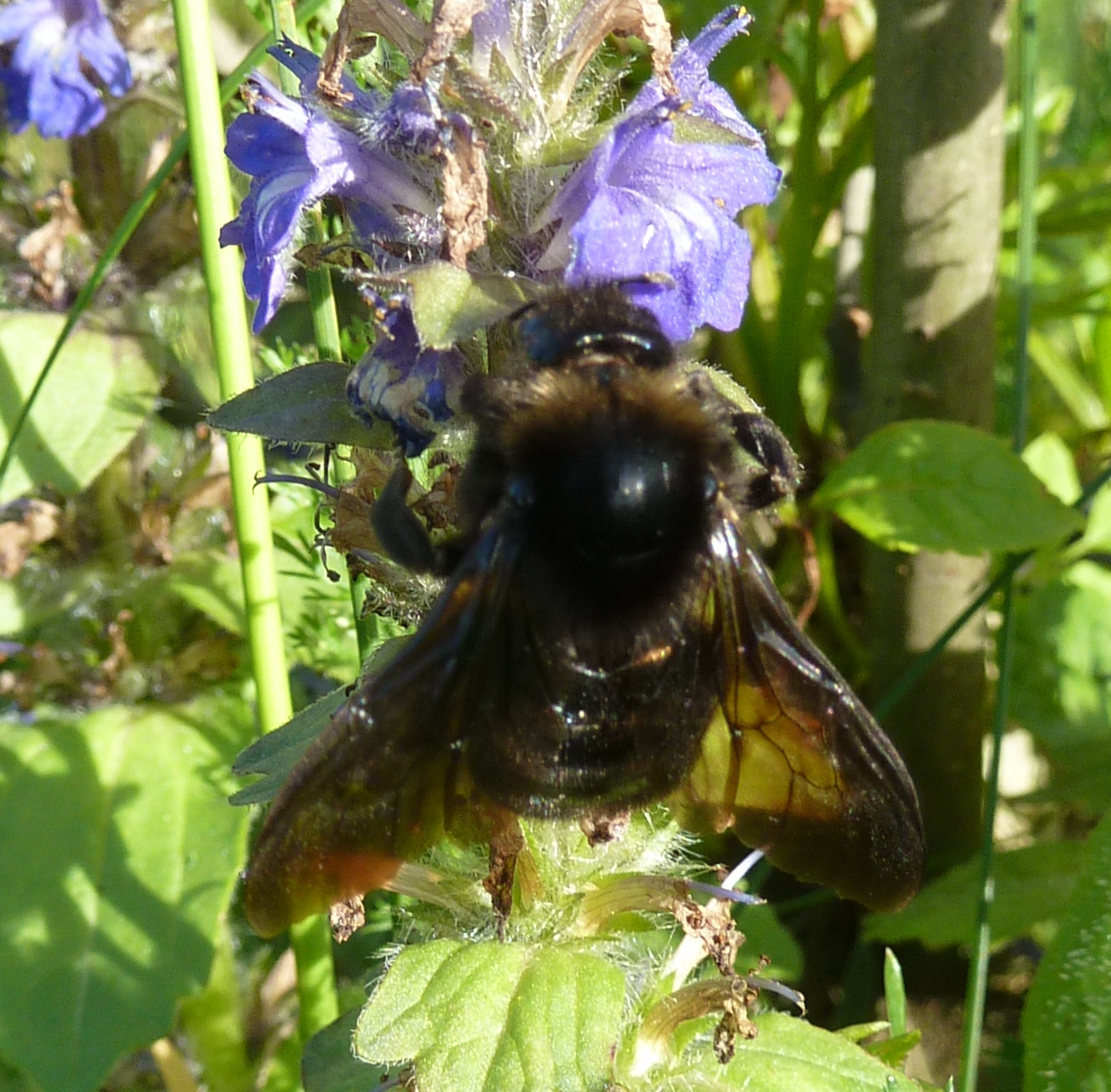
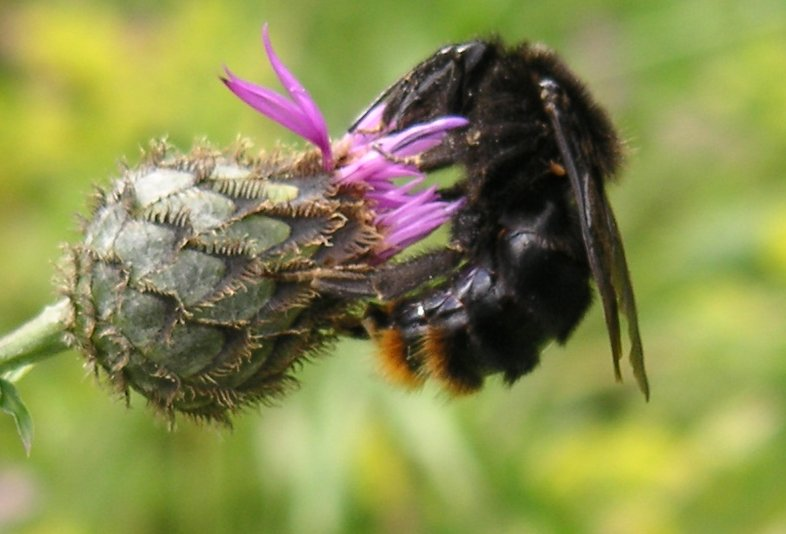
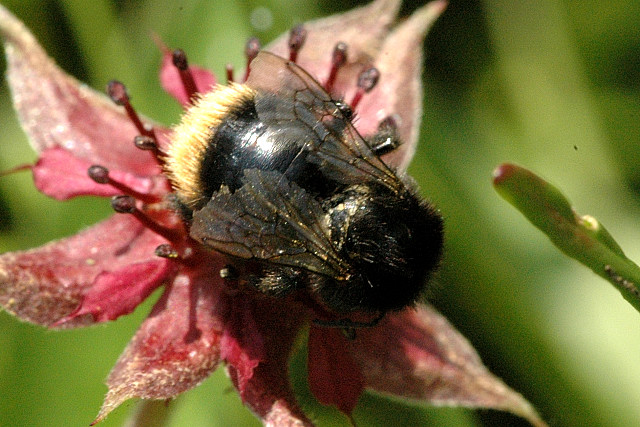
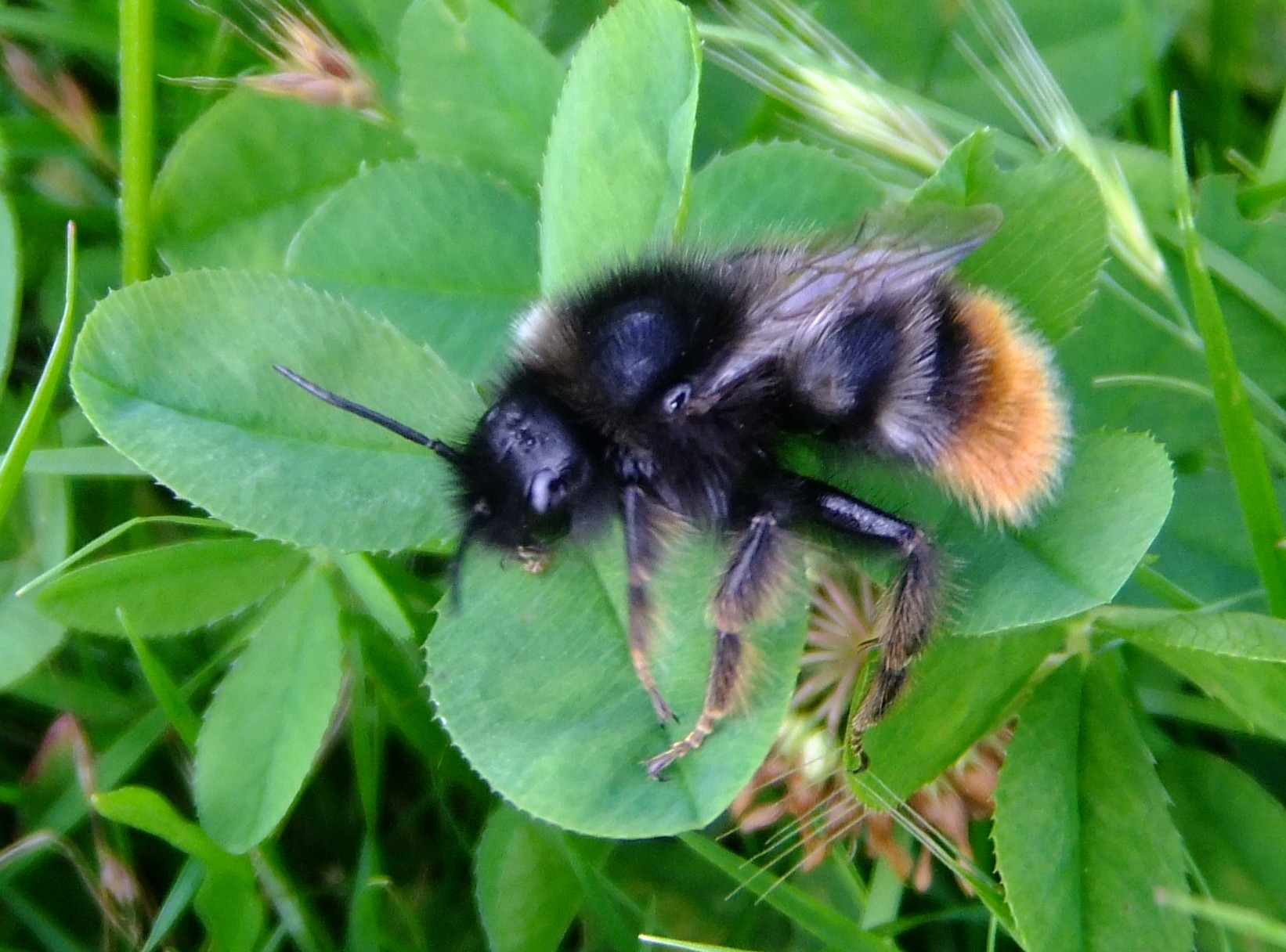
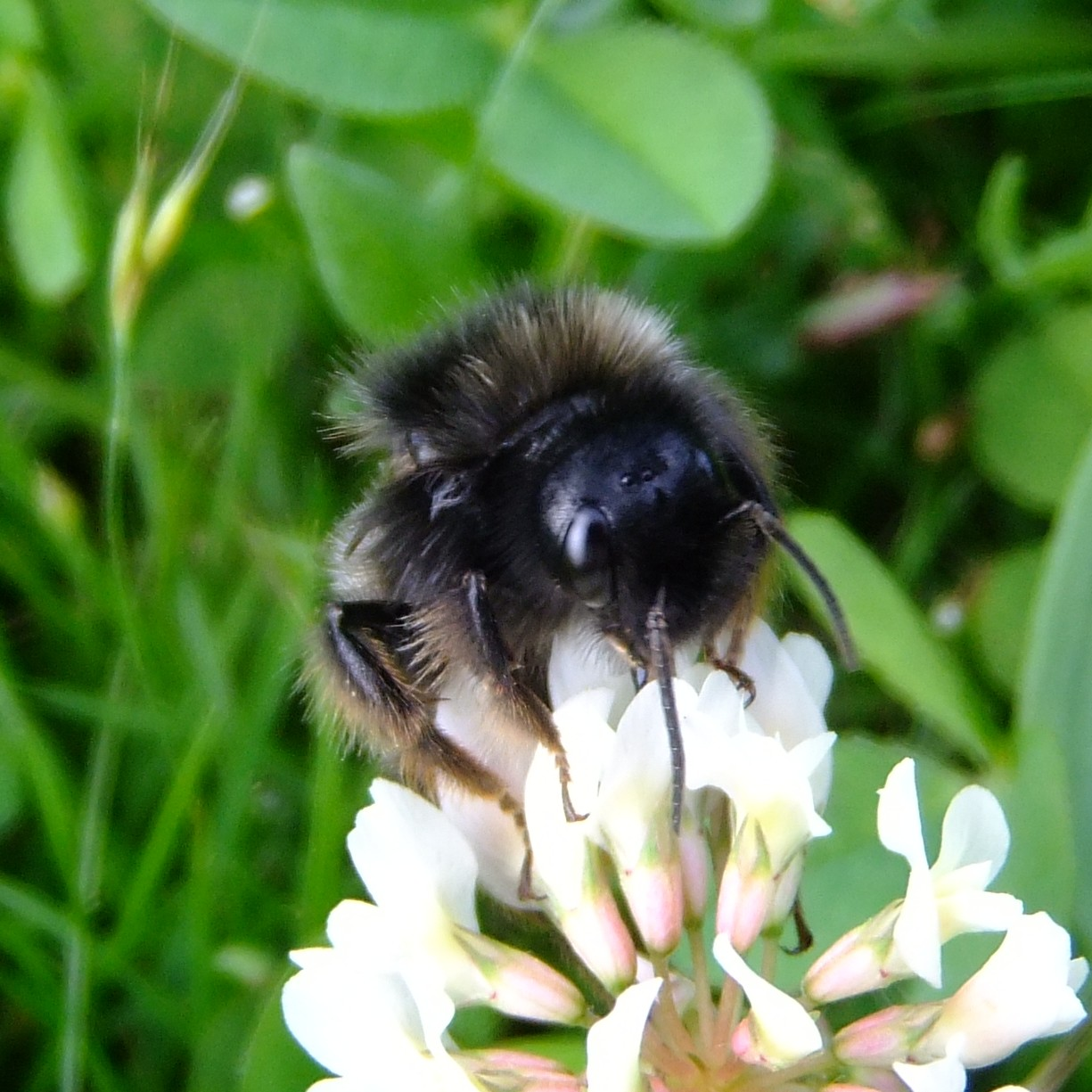
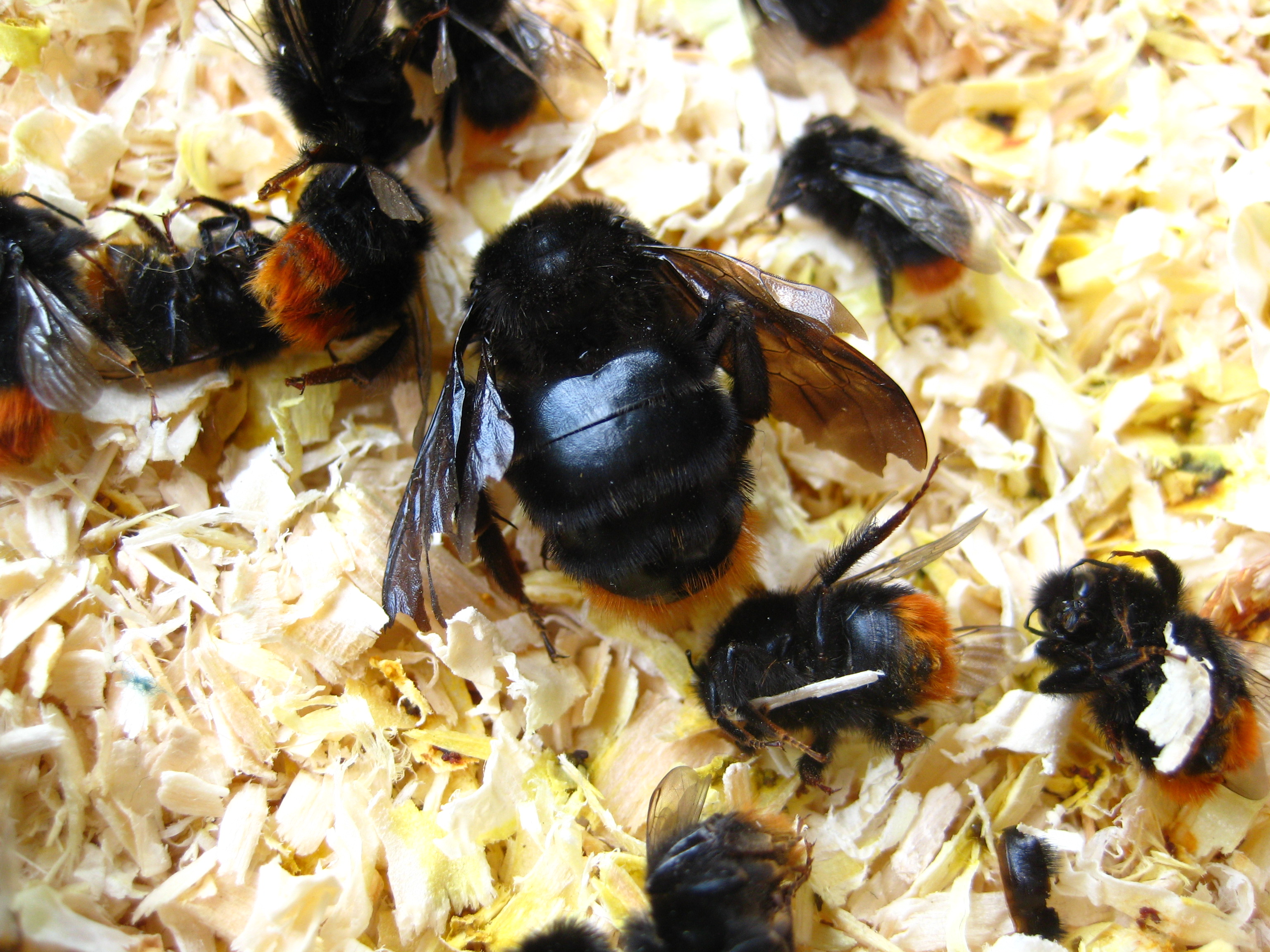
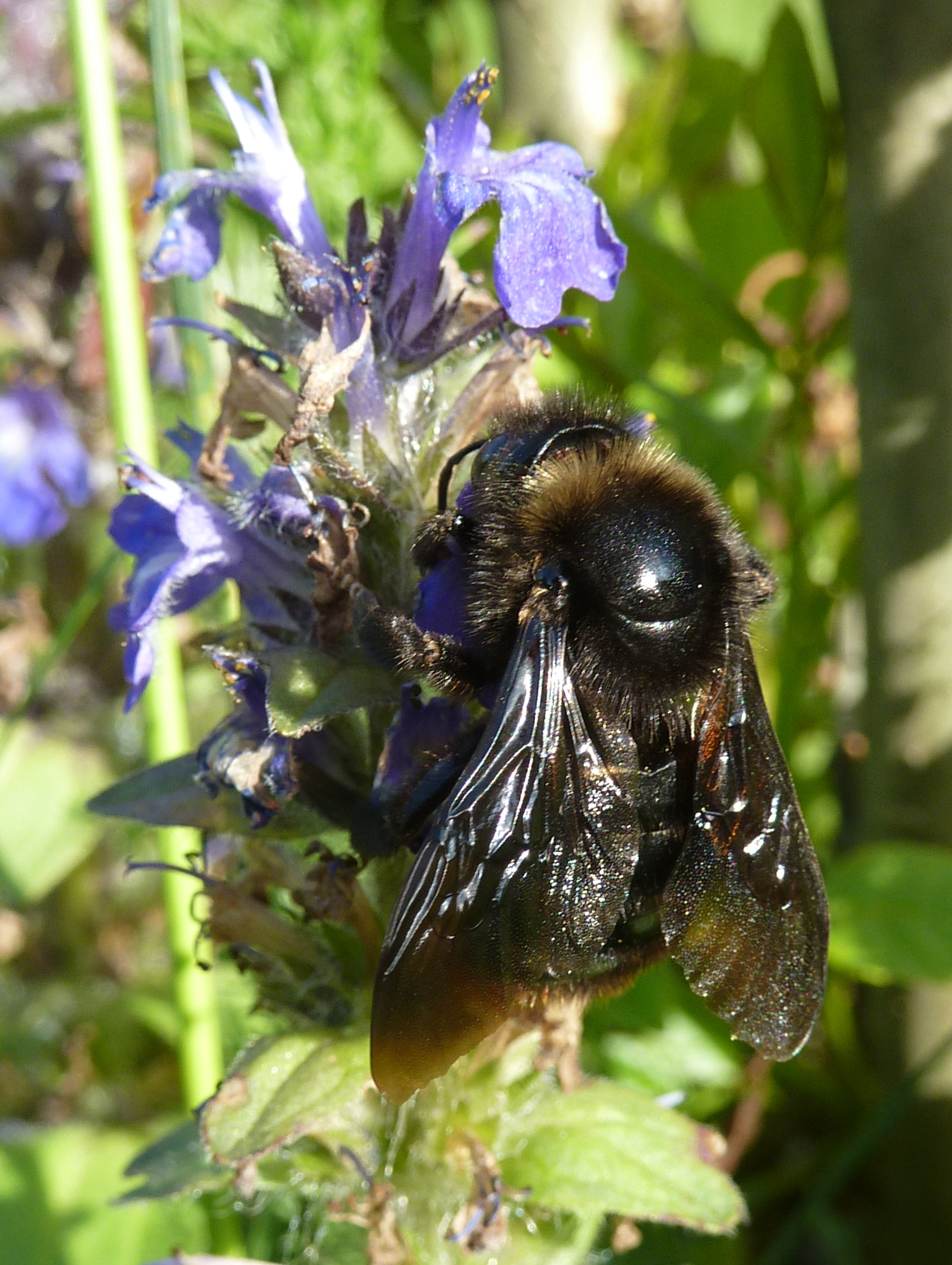
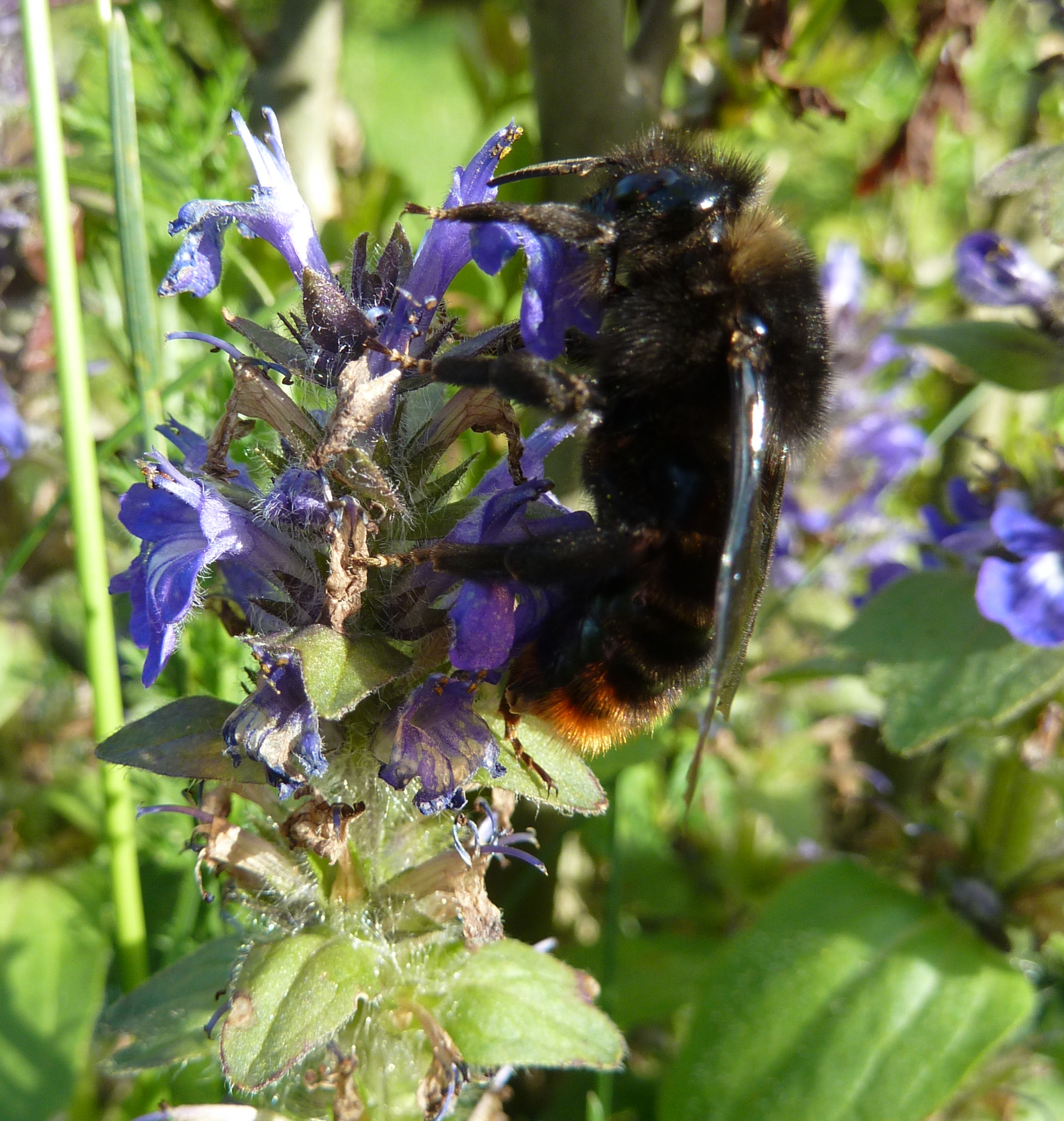
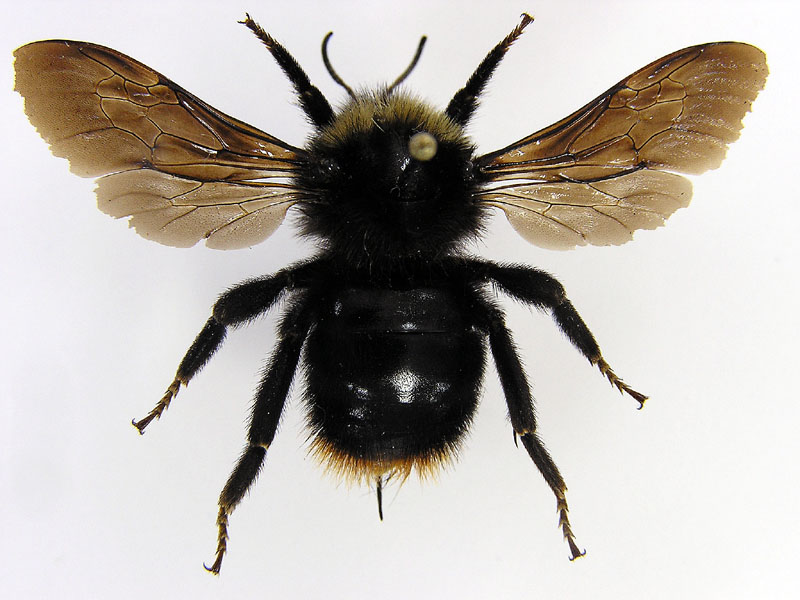
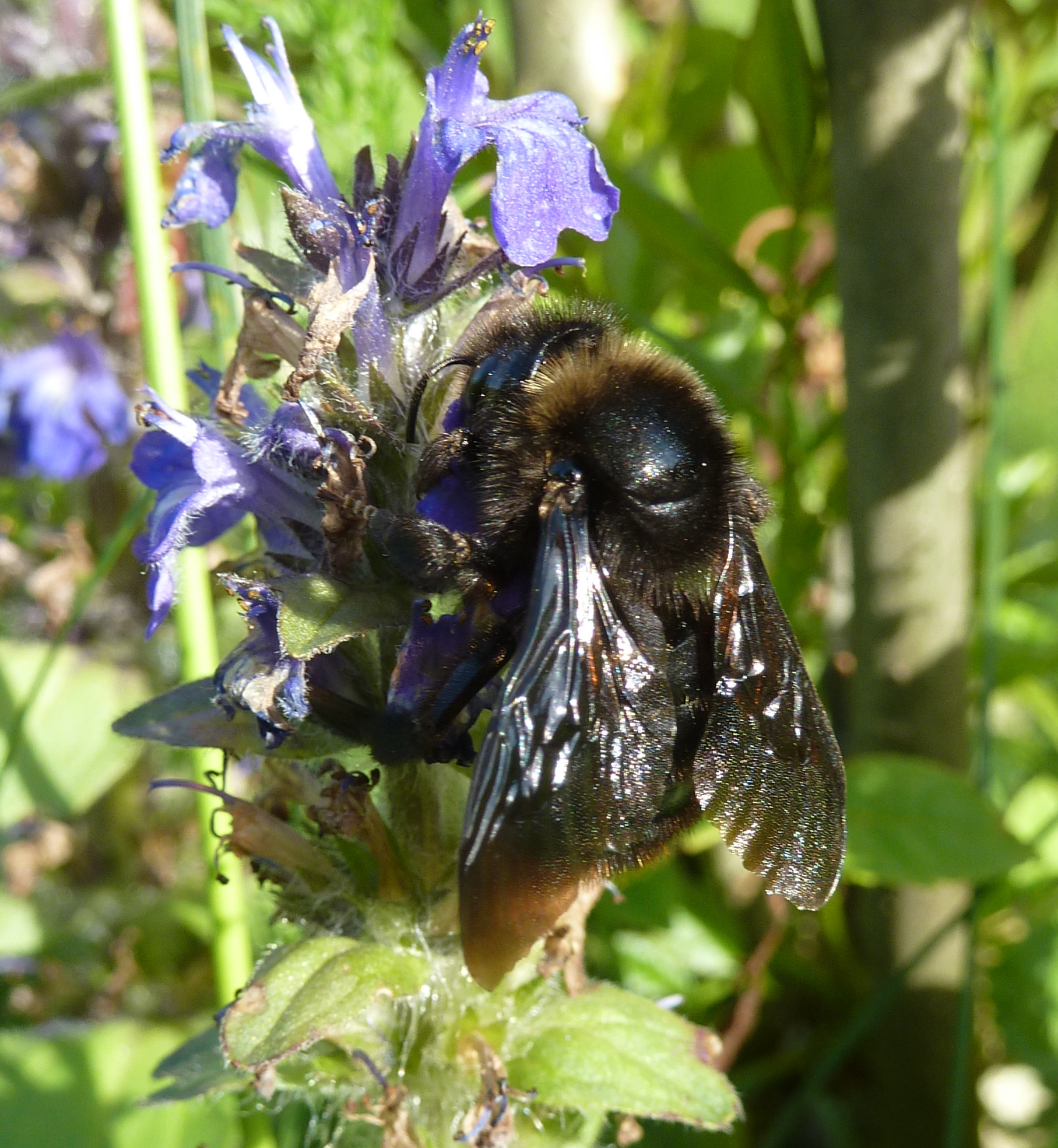

Megtalálható: Kanada (Alberta, Brit Columbia, Labrador, Manitoba, Új-Fundland, Új-Skócia, Ontario, Québec, Saskatchewan, Yukon); Amerikai Egyesült Államok (Alaszka, Kalifornia, Colorado, Idaho, Montana, New York, Észak-Dakota, Oregon, Dél-Dakota, Utah, Washington, Wyoming)
- Bombus sylvestris

Testhossz: nőstény 15 mm, hím 14 mm.
- Bombus tibetanus

Testhossz: nőstény 15–16 mm, hím 12–14 mm.
- Bombus turneri

Testhossz: nőstény 16 mm, hím 12–14 mm.
- Bombus variabilis

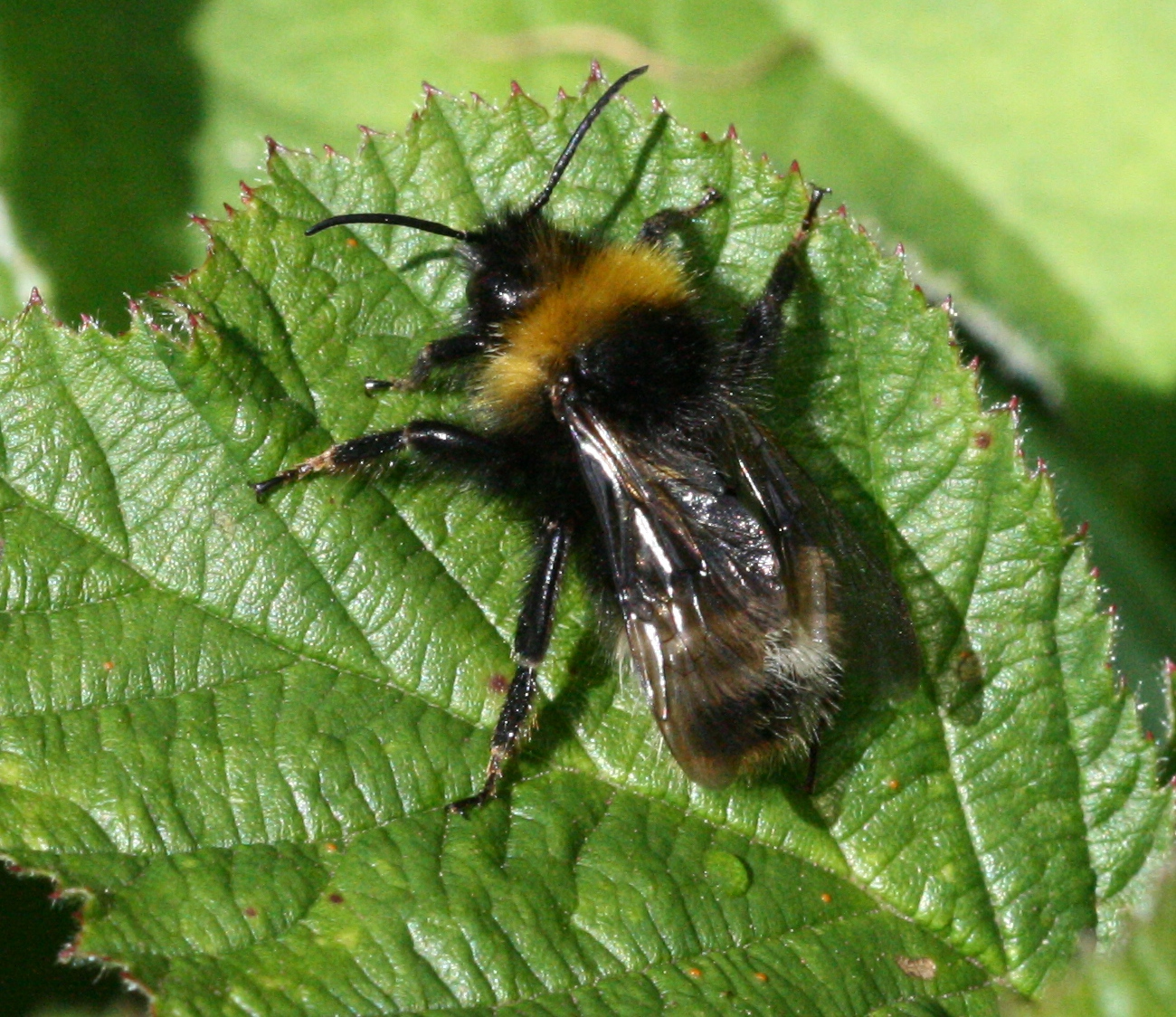
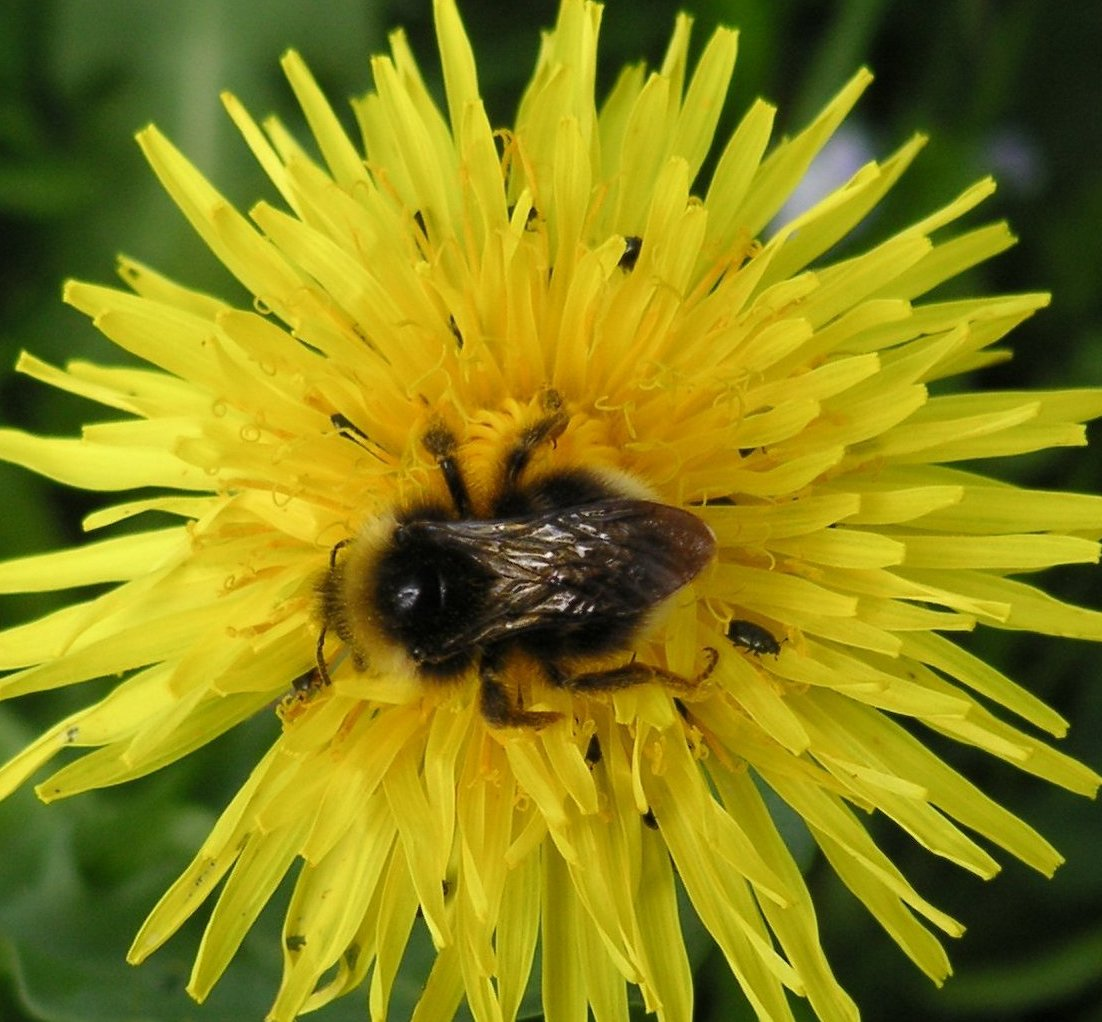
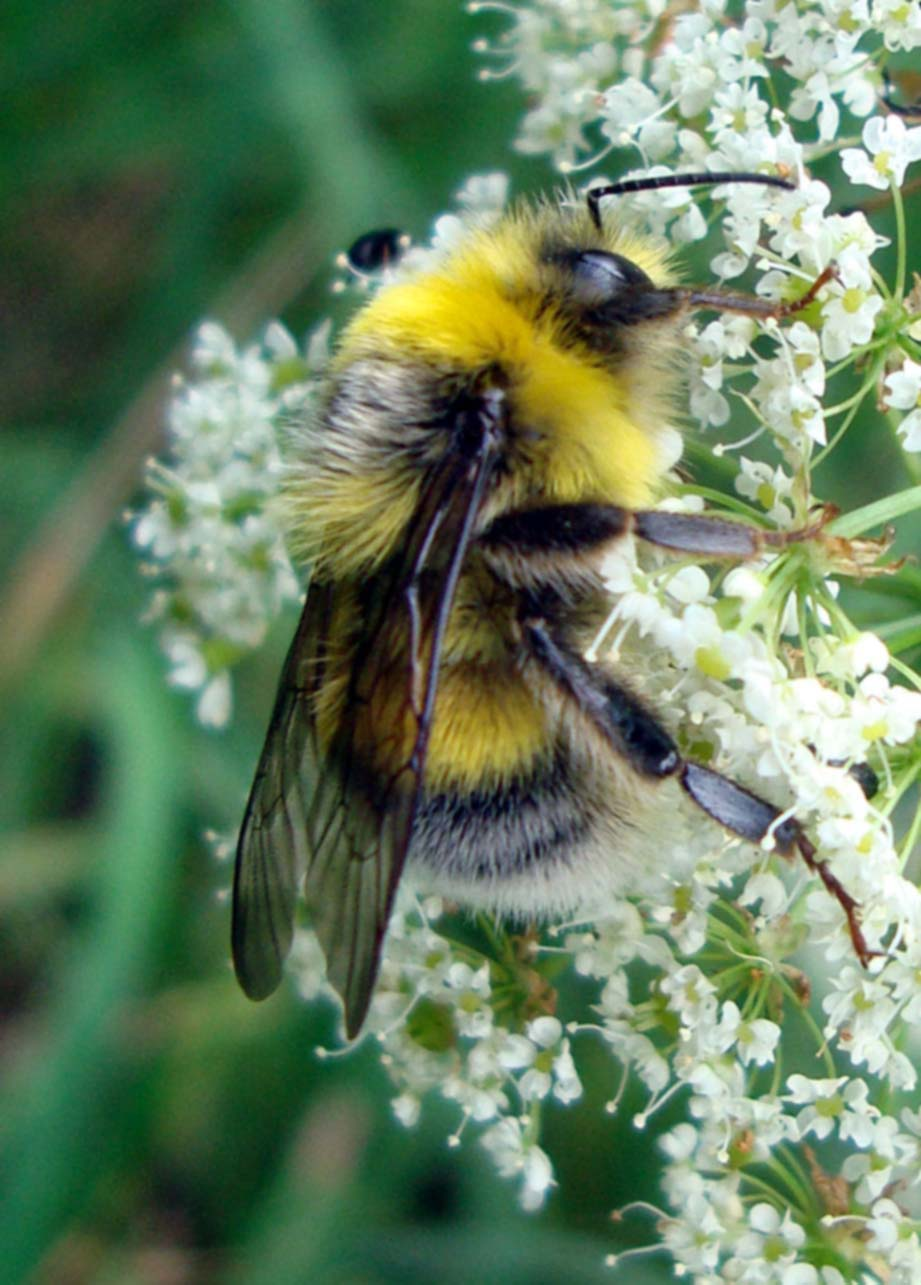
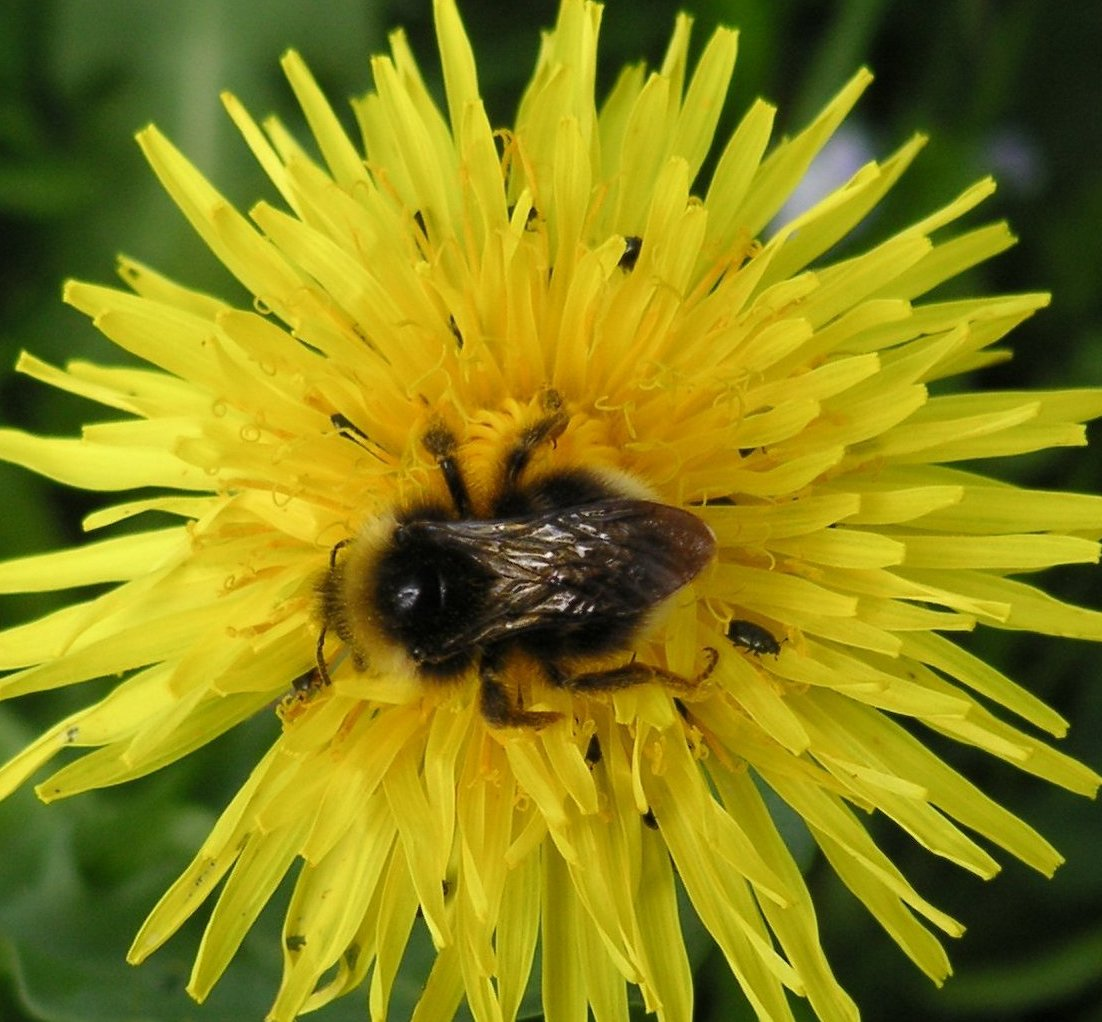

Testhossz: nőstény 17,5–19 mm, hím 14,5–17 mm.

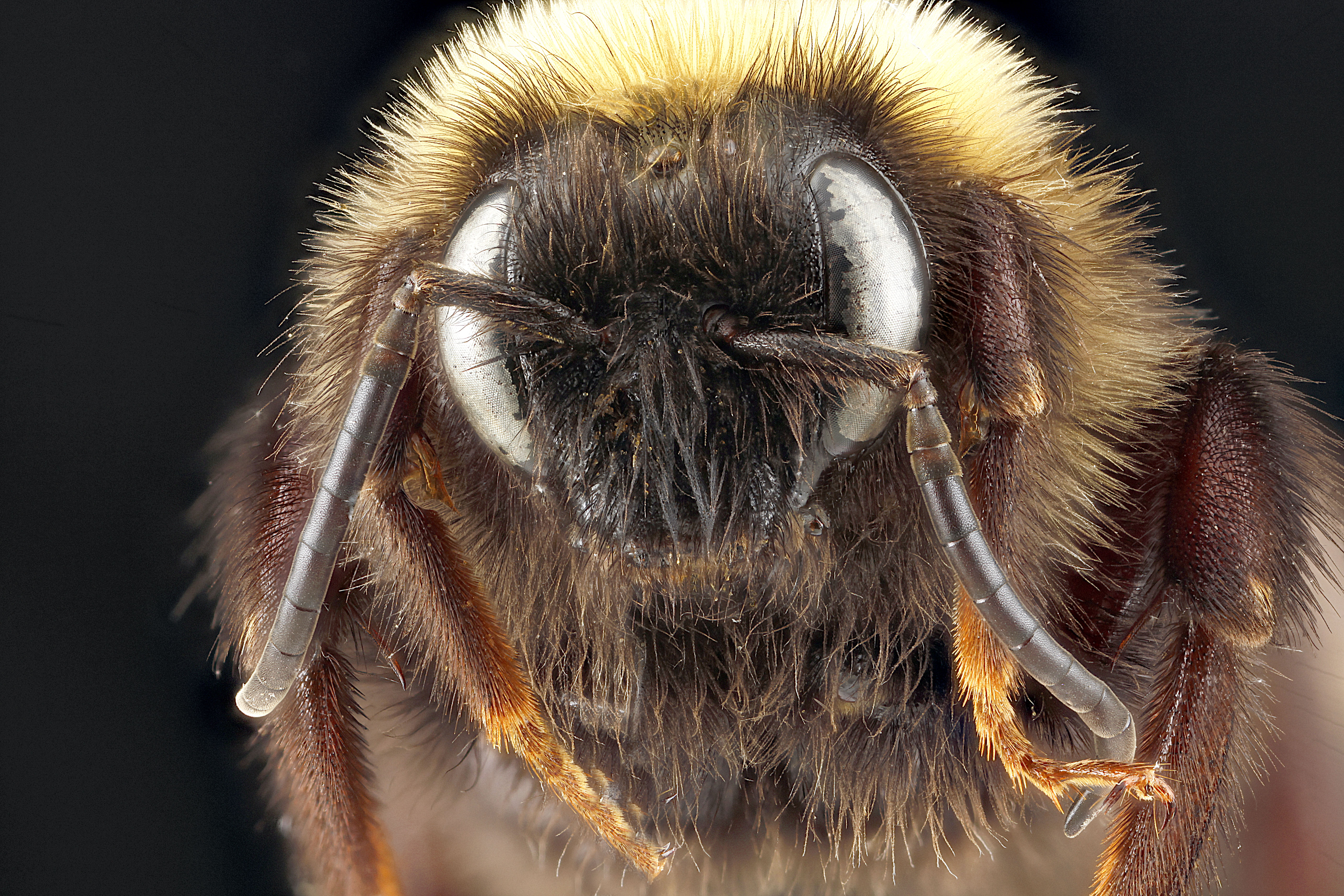
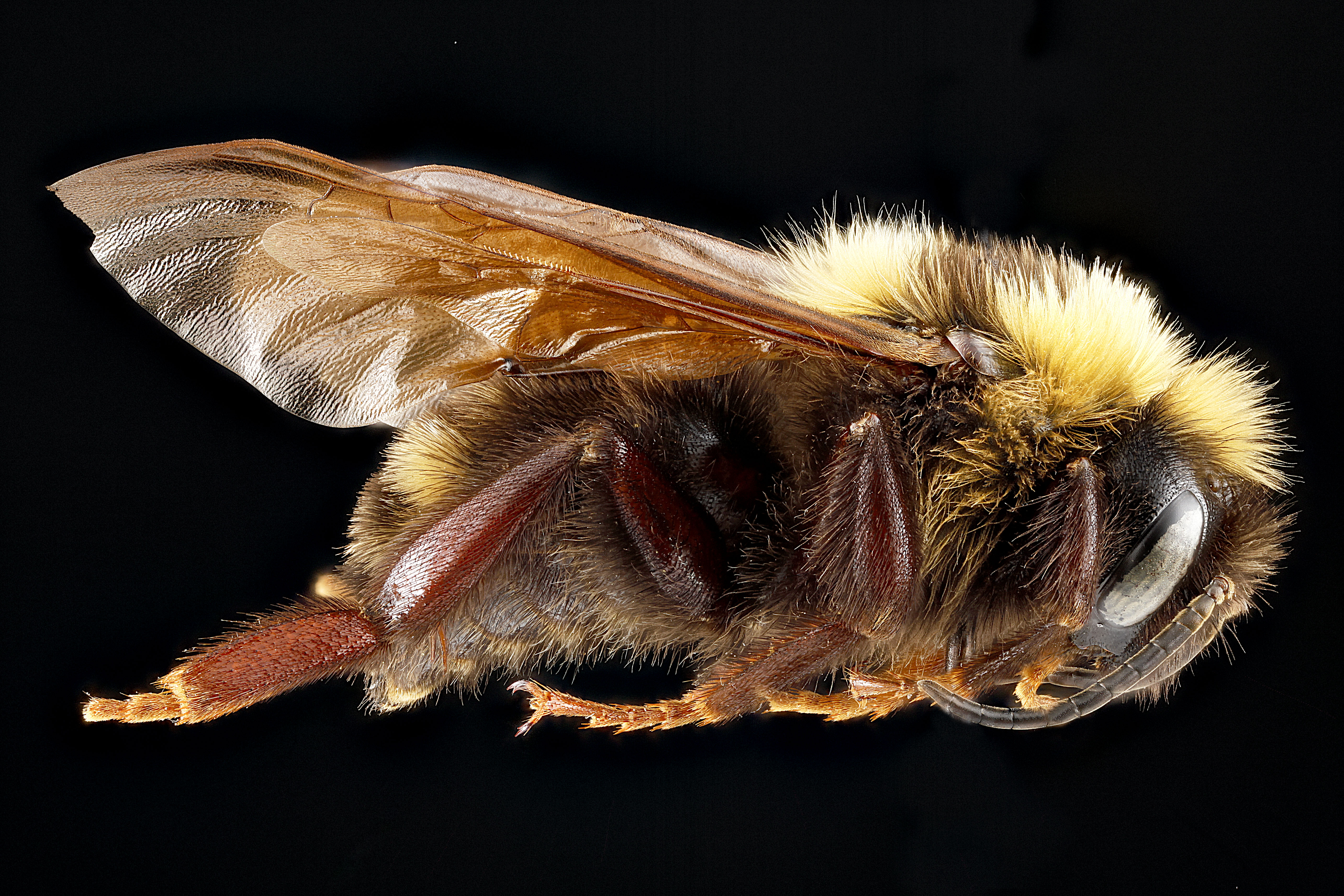
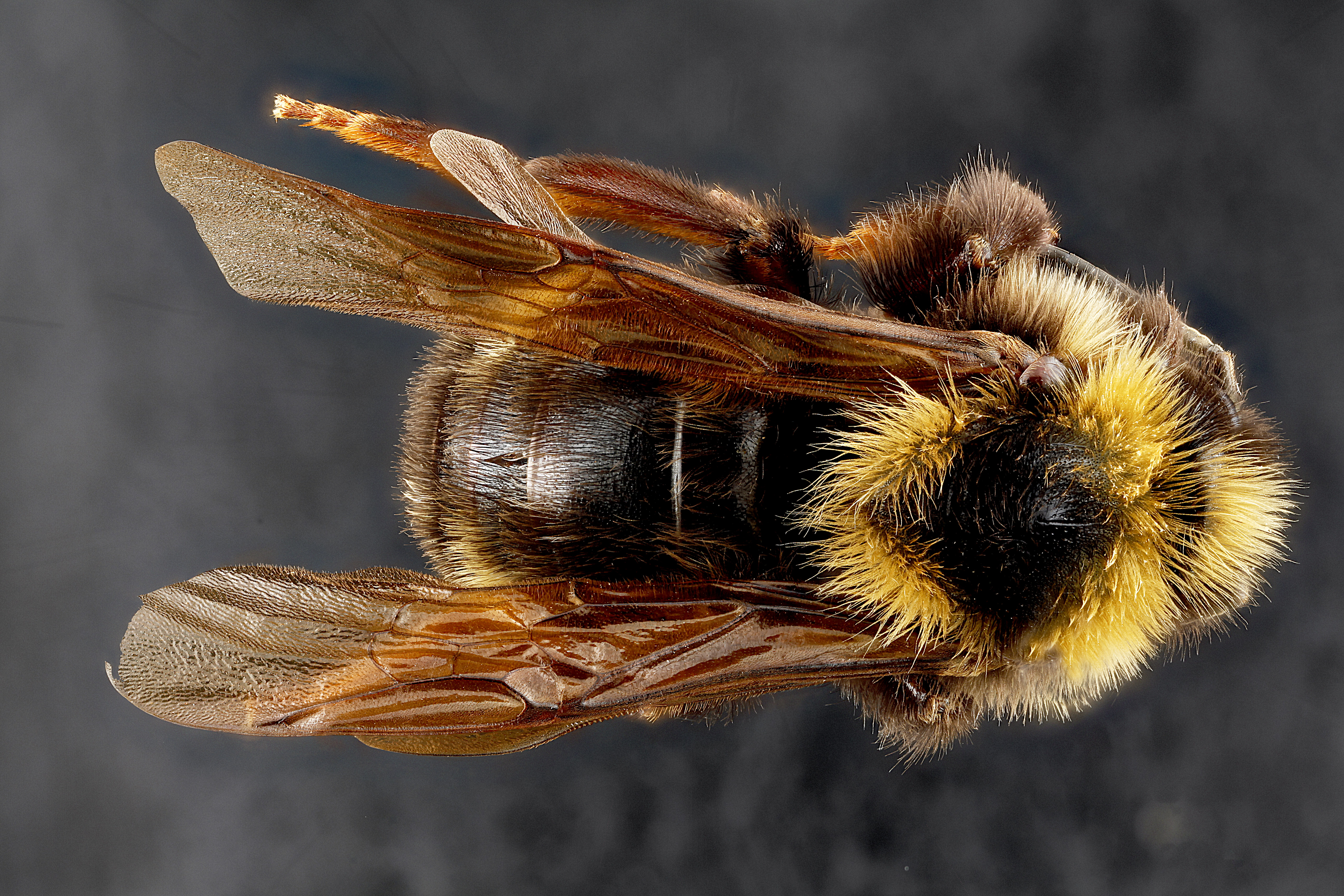

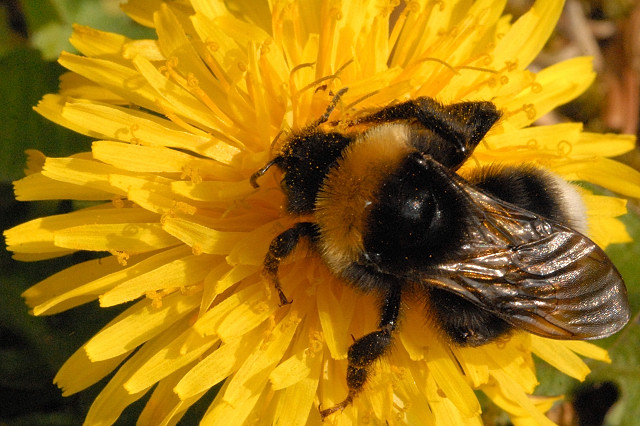
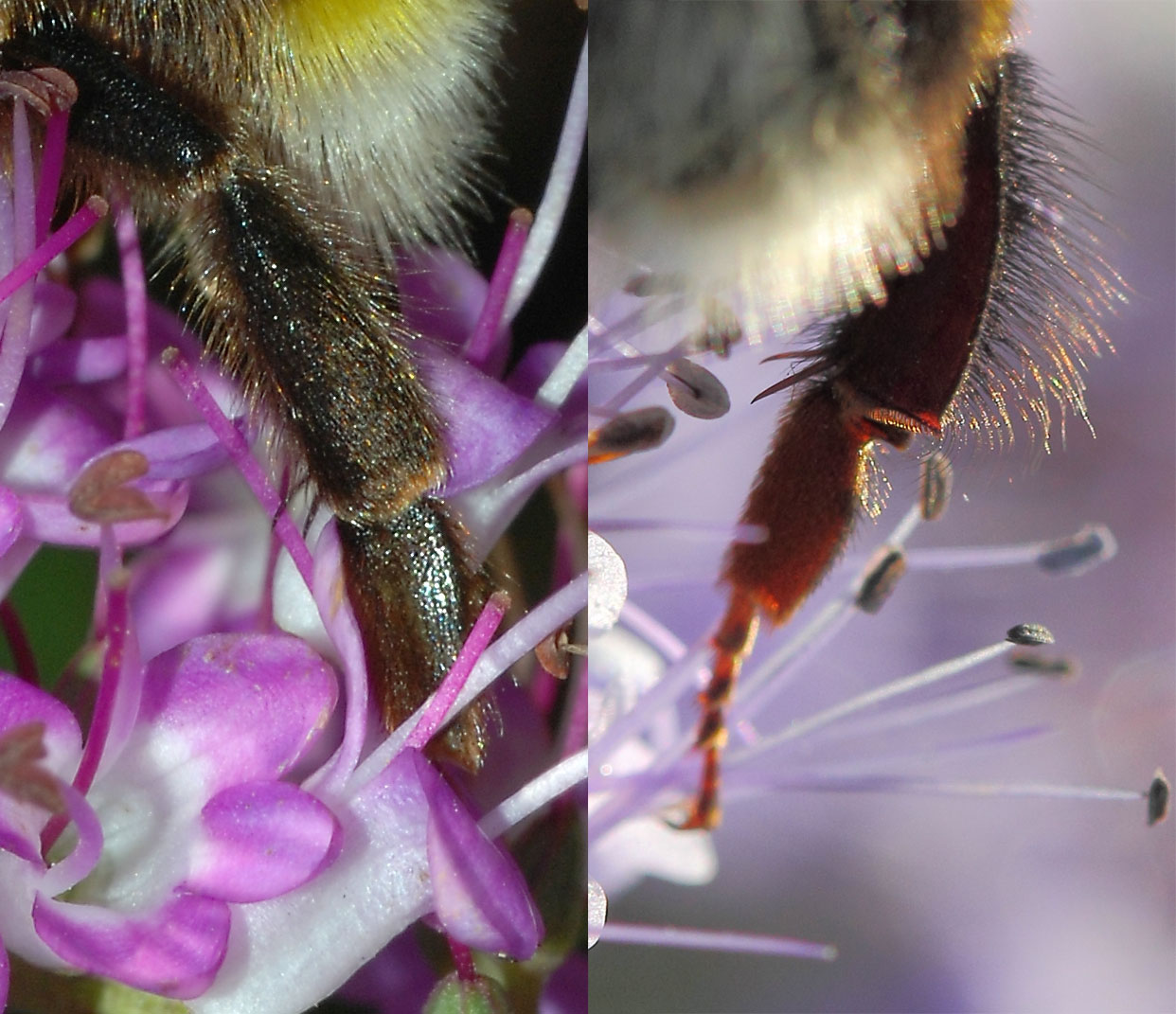
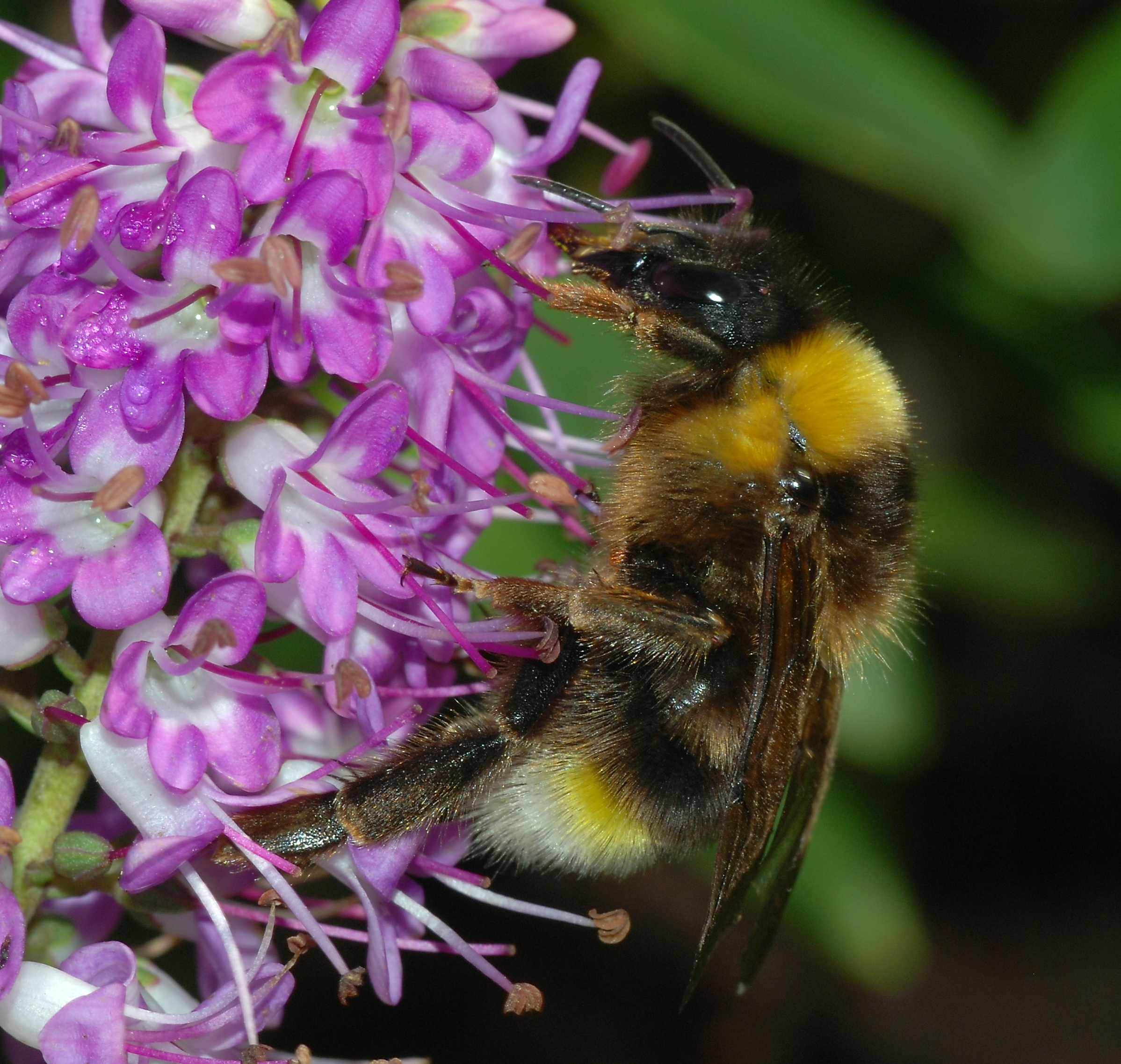
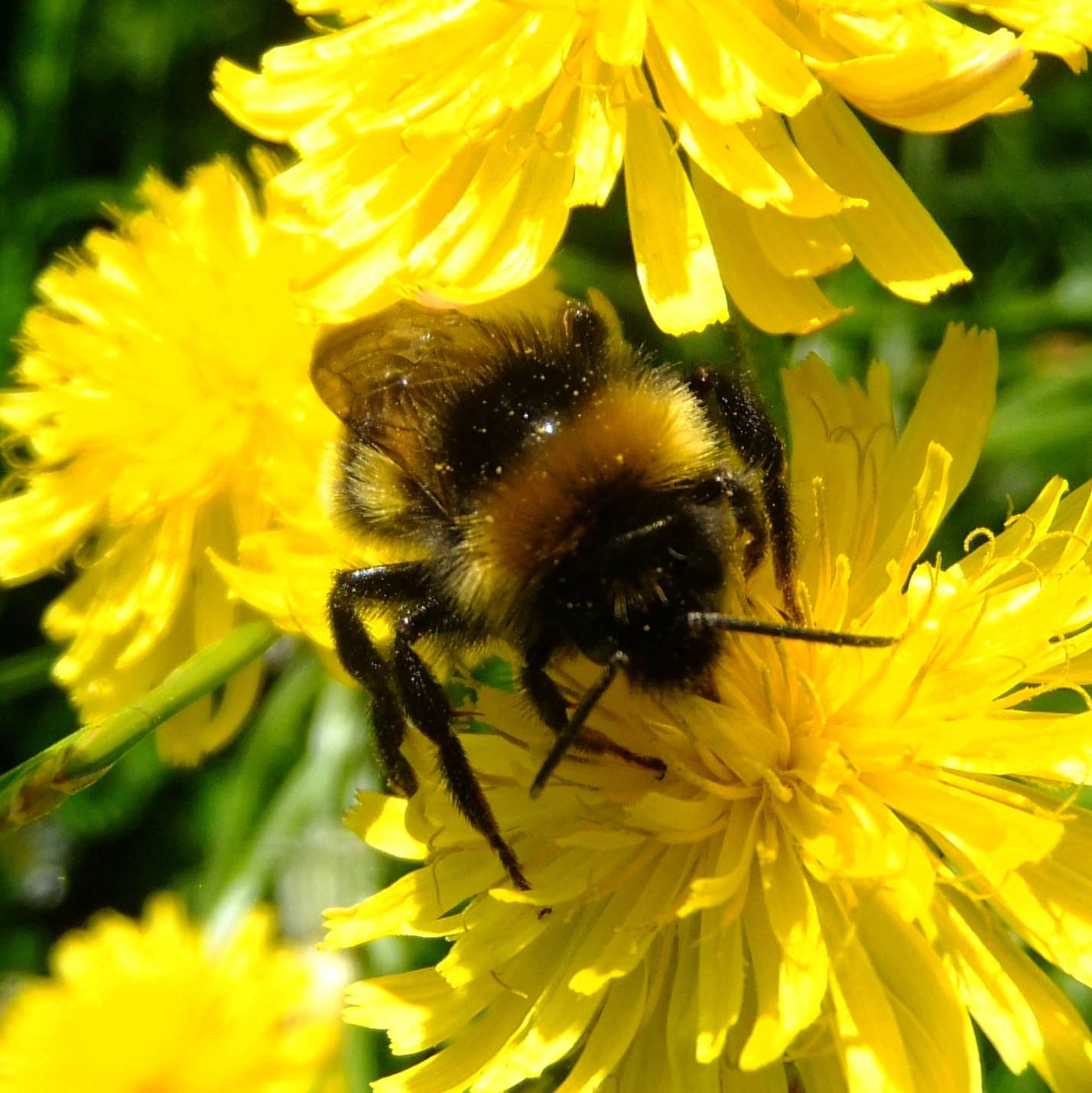
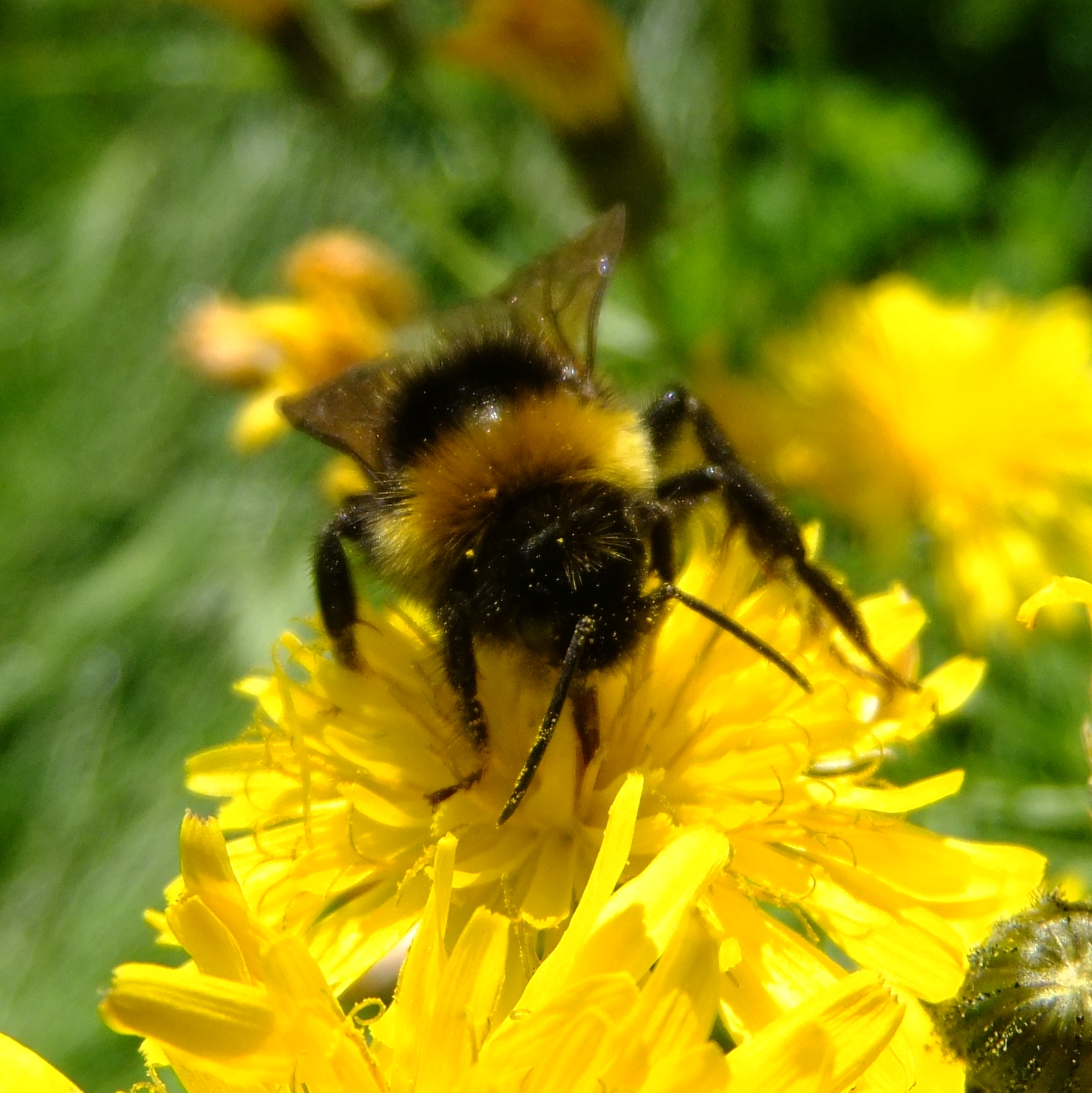
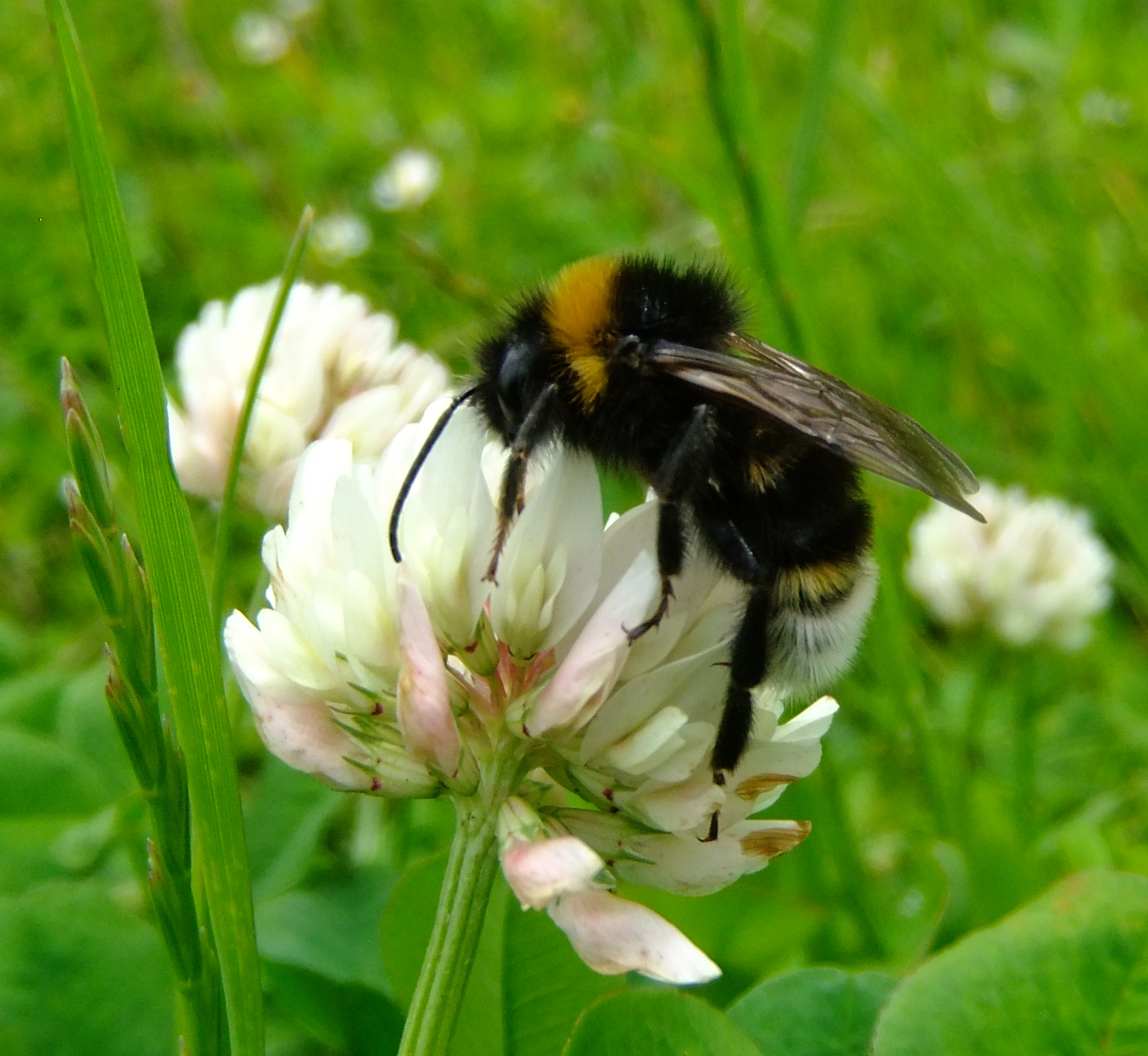
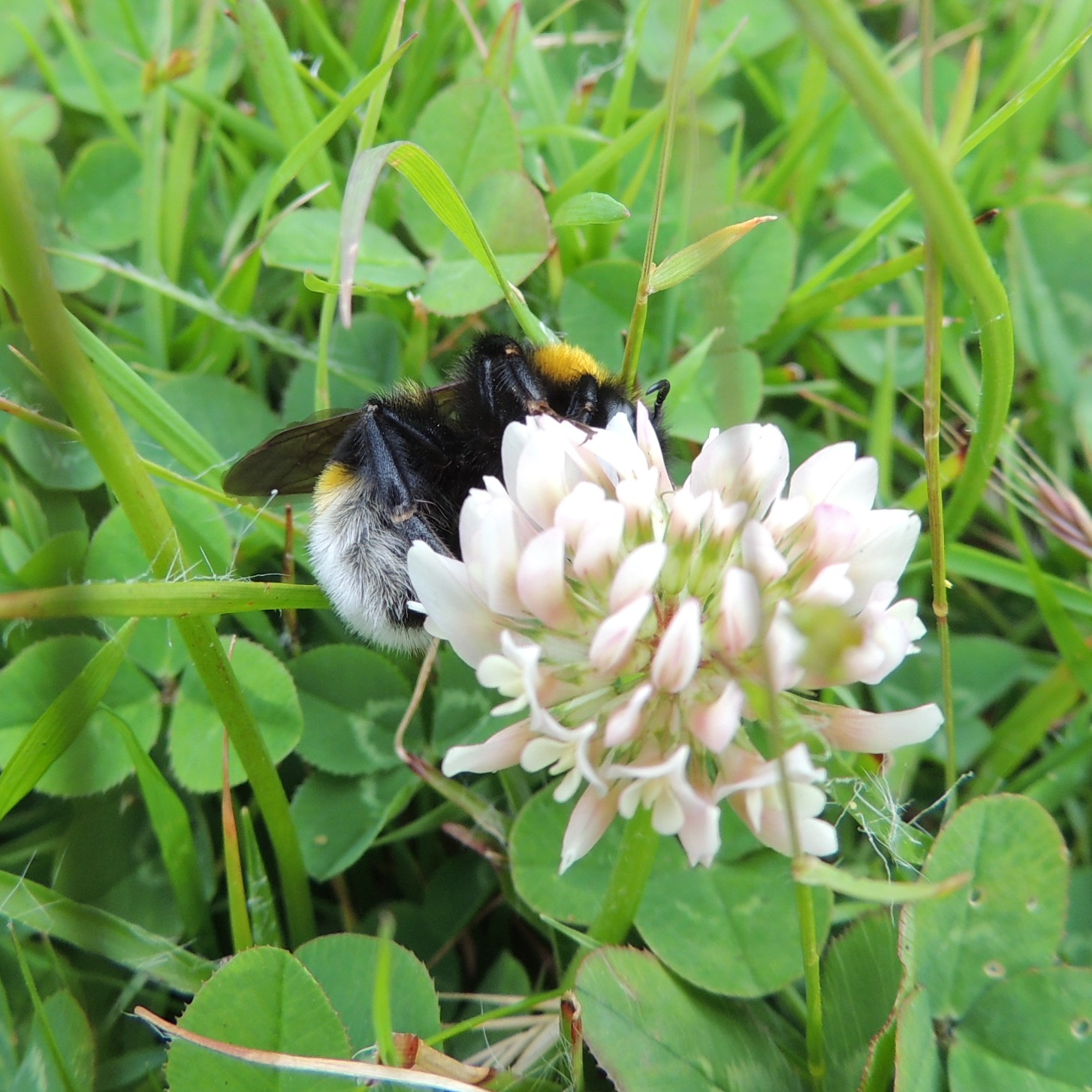
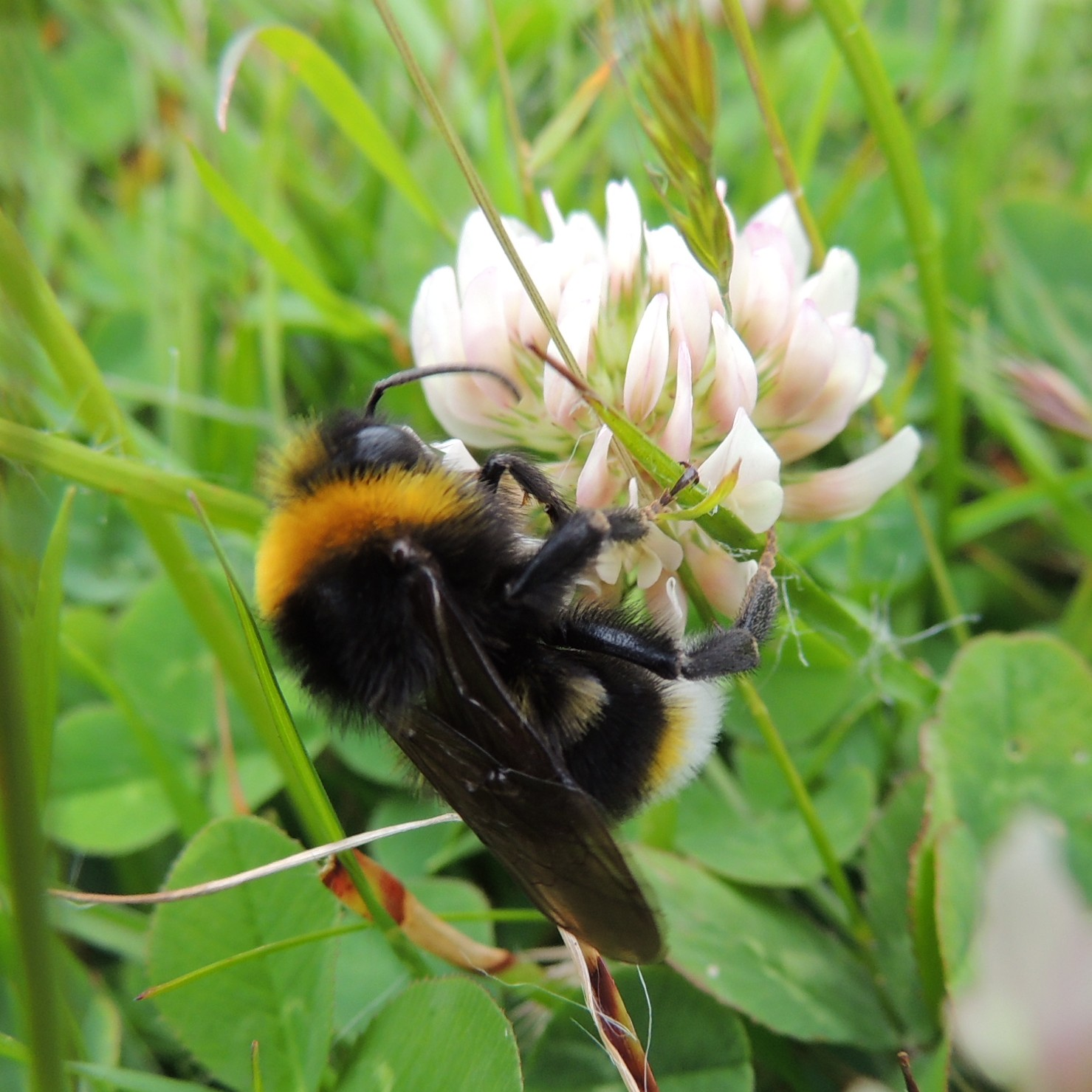
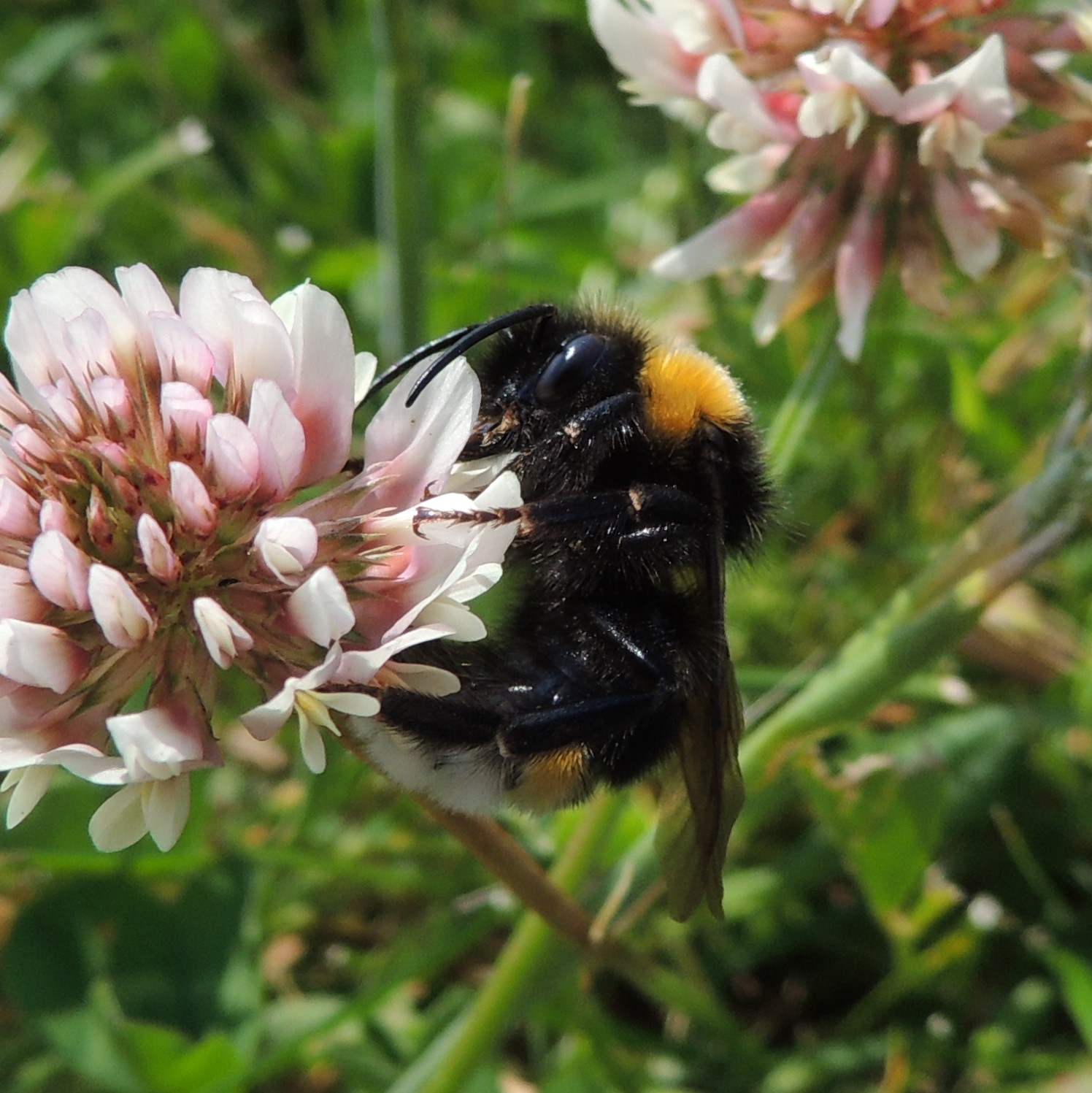
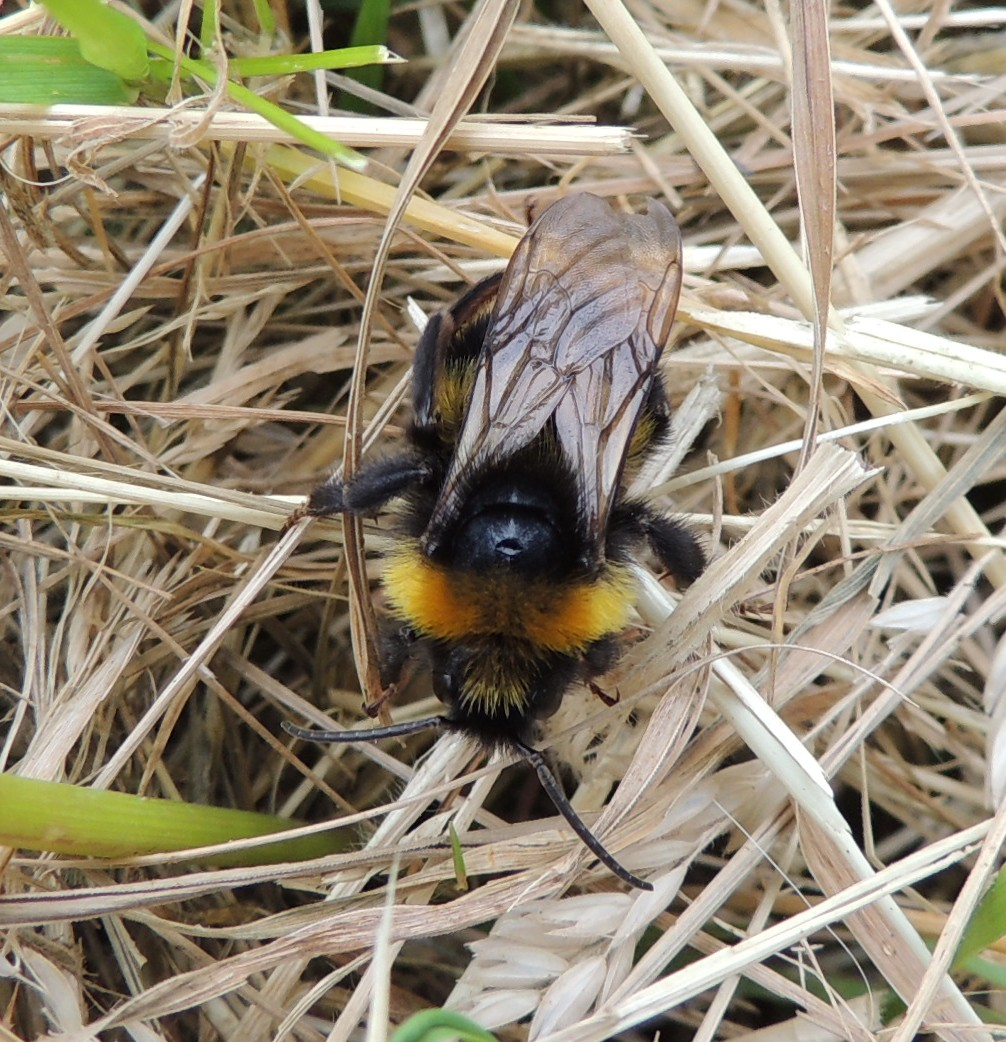

- Bombus vestalis

Testhossz: nőstény 21 mm, hím 16 mm.
A földi poszméh kolóniaélősködője.
Citrinus fajok
-	Bombus (Ps.) intrudens
-	Bombus (Ps.) citrinus
-	Bombus (Ps.) insularis
Rupestris fajok
-	Bombus (Ps.) tibetanus
-	Bombus (Ps.) cornutus
-	Bombus (Ps.) turneri
-	Bombus (Ps.) monozonus
-	Bombus (Ps.) expolitus
-	Bombus (Ps.) novus
-	Bombus (Ps.) chinensis
-	Bombus (Ps.) branickii
-	Bombus (Ps.) rupestris
Campestris fajok
-	Bombus (Ps.) bellardii
-	Bombus (Ps.) ferganicus
-	Bombus (Ps.) campestris
-	Bombus (Ps.) morawitzianus
Bohemicus fajok
-	Bombus (Ps.) suckleyi
-	Bombus (Ps.) vestalis
-	Bombus (Ps.) perezi
-	Bombus (Ps.) coreanus
-	Bombus (Ps.) bohemicus
Barbutellus faj
-	Bombus (Ps.) barbutellus
Sylvestris faj
-	Bombus (Ps.) skorikovi
-	Bombus (Ps.) flavidus
-	Bombus (Ps.) norvegicus
-	Bombus (Ps.) quadricolor
-	Bombus (Ps.) sylvestris

## Észak-Amerika álposzméhfajai
-	Bombus fernaldae
Előfordulás: Alaszka, Kanada, Észak-Karolina, Tennessee, Colorado, Kalifornia.
-	Bombus variabilis
Előfordulás: Ohio, Florida, Észak-Dakota, Nebraska, Kansas, Oklahoma, Tennessee, Új-Mexikó, Mexikó.
-	Bombus insularis
Előfordulás: Kanada, Kalifornia, Arizona, Új-Mexikó, Nebraska, New York, Alaszka.
-	Bombus crawfordii
-	Bombus suckleyi
Előfordulás: Alaszka, Kalifornia, Utah, Colorado.
-	Bombus hyperboreus
Előfordulás: Alaszka, Yukon, Grönland, Európa sarkvidéki része, Ázsia.